# Liste der Kulturdenkmale in Moritzburg (Sachsen)

Wappen von Moritzburg

In der Liste der Kulturdenkmale in Moritzburg sind die Kulturdenkmale der sächsischen Gemeinde Moritzburg verzeichnet, die bis März 2021 vom Landesamt für Denkmalpflege Sachsen erfasst wurden (ohne archäologische Kulturdenkmale). Die Anmerkungen sind zu beachten.
Diese Aufzählung ist eine Teilmenge der Liste der Kulturdenkmale im Landkreis Meißen.

## Moritzburg
| Bild                                    | Bezeichnung | Lage                                                                                             | Datierung | Beschreibung | ID       |
| --------------------------------------- | --- | ------------------------------------------------------------------------------------------------ | --- | --- | -------- |
| Weitere Bilder                          | Kulturlandschaft Moritzburg (Sachgesamtheit) | (Kulturlandschaft Moritzburg) (Karte)                                                            | 15. Jahrhundert–19. Jahrhundert | Sachgesamtheit Kulturlandschaft Moritzburg mit den Einzeldenkmalen: Schloss Moritzburg (ID-Nr. 09284212), dem Hellhaus am Jagdstern im Alten Tiergarten (09284217), den Moritzburger Teichen, Schlossteich, Großteich, Jägerteich, Schwanenteich, Mittelteich, Sophienteich, Unterem Altenteich, Oberem Altenteich, Fischerteich, Steingrundteich sowie Georgenteich (09284484), der Hafenanlage mit Leuchtturm (09284214), den Dardanellen am Großteich (09284215), Fasanenschlösschen (09284213), Wirtschaftshof (09284487, Fasanerie 1), Gondelschuppen (09284223, Fasanerie 3), Hofküche oder Forstamt (09284221, Fasanerie 4), Fasanenmeisterwohnhaus mit Wildbretkeller (09284220, Fasanerie 5), Ökonomiehof (09284218, Fasanerie 6), ehemaligem Wagenschuppen (09284219, Fasanerie 7), ehemaliger Reitbahn (09284491, Fasanerie 8), Waldschänke, davor wohl Standort eines Hegerhauses (09284216, Großen Fasanenstraße) sowie mit der Brücke zur Fasanerie (09284486, Großen Fasanenstraße), weiterhin dem Wohnhaus am Neuen Tiergarten (09284324, Kalkreuther Straße 1), dem Torwärterhaus am Alten Tiergarten (09284273, Radeburger Straße 1) sowie dem Zollhaus oder Jägerhaus am Jägerteich (09284327, Volkersdorfer Straße 25), zudem mit Schlossinsel einschließlich Parkanlage, Schlossgarten nördlich des Schlossteiches, Jagdstern sowie Fasanengarten (alles Gartendenkmale), der Fasanerie und dem Jagdforst, weiterhin der Wiese „Entenfang“ (Flurstücke 124 und 125, Gemarkung Moritzburg) und im Gemeindegebiet der Stadt Radeburg, Ortsteil Berbisdorf (09302902), Ortsteil Cunnertswalde (09302901) und Ortsteil Bärnsdorf (09302798) mit folgenden Einzeldenkmalen, dem Bärnsdorfer Teichständer (Denkmalliste Radeburg, 09284332) und der Teichmeisterei (Denkmalliste Radeburg, 09284331); künstlerisch, geschichtlich, städtebaulich, wissenschaftlich, forst- und jagdgeschichtlich, landschaftsgestaltend, baugeschichtlich, ortsgeschichtlich und kunstgeschichtlich von Bedeutung, eine der bedeutendsten barocken Jagdpark und -schlossanlage Deutschlands. | 09301072 |
| Weitere Bilder                          | Fasanerie Moritzburg (Sachgesamtheit) | (Kulturlandschaft Moritzburg) (Karte)                                                            | 1723–1733 | Sachgesamtheit Fasanerie Moritzburg mit den Einzeldenkmalen: Fasanengarten und Einfriedungsmauer um den Fasanengarten (Obj. 09306874) mit Leda- oder Venus-Brunnen (09284222), Hafenanlage mit Leuchtturm (09284214), Fasanenschlösschen (09284213), Gondelschuppen (09284223, Fasanerie 3), Hofküche oder Forstamt u. a. mit Bruthäusern (09284221, Fasanerie 4), Fasanenmeisterwohnhaus mit Wildpretskeller, zwei Bergkellern und Nebengebäuden (09284220, Fasanerie 5), Ökonomiehof (09284218, Fasanerie 6/7a), ehemaligem Wagenschuppen (09284219, Fasanerie 7), ehemaliger Reitbahn (09284491, Fasanerie 8) sowie Waldschänke, davor wohl Standort eines Hegerhauses (09284216), seinerseits Teil der Sachgesamtheit Kulturlandschaft Moritzburg (Obj. 09301072); künstlerisch, geschichtlich, städtebaulich, wissenschaftlich, forstgeschichtlich und jagdgeschichtlich, landschaftsgestaltend, baugeschichtlich, ortsgeschichtlich und kunstgeschichtlich von Bedeutung, Teil einer der bedeutendsten barocken Jagdpark und -schlossanlagen bundesweit, letzter in seiner historischen Struktur erkennbarer Fasanengarten Deutschlands und somit singulär | 09306872 |
| Direkt Bild zu diesem Denkmal hochladen | Fasanengarten und Einfriedungsmauer um den Fasanengarten (Einzeldenkmal der Sachgesamtheit 09306874) | (Kulturlandschaft Moritzburg) (Karte)                                                            | 1723–1733 | Einzeldenkmal der Sachgesamtheiten Fasanerie Moritzburg und Kulturlandschaft Moritzburg; künstlerisch, geschichtlich, städtebaulich, wissenschaftlich, forstgeschichtlich und jagdgeschichtlich, landschaftsgestaltend, baugeschichtlich, ortsgeschichtlich und kunstgeschichtlich von Bedeutung, Teil einer der bedeutendsten barocken Jagdpark und -schlossanlage Deutschlands, letzter in seiner historischen Struktur erkennbarer Fasanengarten Deutschlands und somit singulär | 09306874 |
| Weitere Bilder                          | Schloss Moritzburg, kurfürstliches Jagdschloss (mit Schlosskapelle und allem originalen Inventar), mit Freitreppen, Terrassen, Skulpturen, acht Teich- und Torhäusern, Südtor und -brücke, Nordtor und -brücke, der Schlossinsel mit Parkanlage und Stützmauern, Fahrdamm und Teichhäuschen an der Straßenkreuzung, mit zwei Postmeilensäulen an der Schlossauffahrt, dazu alle Skulpturen im gesamten Parkbereich, mit dem Schlossgarten nördlich des Teiches (dazu zwei Kavaliershäuser, Parkmauern mit drei Toren, Wirtschaftshof und Schlossgärtnerei), mit der Teichanlage (mit einem Teichständer in Sandstein, der Insel mit Pavillon und der Uferallee), Einzeldenkmal der Sachgesamtheit 09301072                        | (Flurstücke 1, 2, 3, 4, 42/1, 42/2, 42/3) (Karte)                                                | 1542 ältester Bau (Jagdschloss); 1661–1672 (Schlosskapelle); um 1730 (Postmeilensäule); 1740–1757 (Schlossgarten); 1. Hälfte 18. Jahrhundert (Schlossgärtnerei) | Einzeldenkmale der Sachgesamtheit Kulturlandschaft Moritzburg; künstlerisch, geschichtlich, städtebaulich, landschaftsgestaltend, baugeschichtlich, ortsgeschichtlich und kunstgeschichtlich von Bedeutung, die Schlossanlage zählt zu den singulären Leistungen des sächsischen Barock, bedeutendster Teil der Kulturlandschaft Moritzburg ist das Jagdschloss. | 09284212 |
| Weitere Bilder                          | Hellhaus im Alten Tiergarten, königlicher Jagdpavillon bzw. Belvedere auf ummauertem Podest mit Rampen und strahlenförmige Schneisenanlage (Jagdstern), die ursprünglich zur Parforcejagd diente (Einzeldenkmal der Sachgesamtheit 09301072) | (Flurstück 381c) (Karte)                                                                         | 1725 (Jagdstern); 1776 (Hellhaus) | Einzeldenkmal der Sachgesamtheit Kulturlandschaft Moritzburg; künstlerisch, baugeschichtlich und landschaftsgestaltend von Bedeutung, markantes spätbarockes, zum Klassizismus tendierendes Gebäude mit gestalterischem Anspruch, Beispiel der höfischen Alltagskultur im ausgehenden 18. Jahrhundert, der Jagdstern (Tiergarten) einer der frühesten dieser Art in Deutschland, wichtiger Teil der Kulturlandschaft Moritzburg. | 09284217 |
| Weitere Bilder                          | Jagdforst mit Tiergarten (Alter Tiergarten mit Jagdstern und Hellhaus nördlich des Schlossteiches, Neuer Tiergarten westlich des Schlossteiches), mit altem Wege- und Grabensystem und Resten der ehemaligen Mauerumfriedung (Grenzmauern und Grenzsteine), mit Hoher Burg (Tunnel) im Neuen Tiergarten, mit Forsteinrichtungs-Erinnerungssteinen und Resten der Baulichkeiten des ehemaligen Futterplatzes (Rübenkeller) im Alten Tiergarten, sowie nahe dem Schlossteich ein Eiskeller im Alten Tiergarten, alle älteren Bogenbrücken (z. B. Straßenbrücke am Mittelteich über den Abfluss zum Frauenteich) aus Bruchstein oder Sandstein innerhalb der Kulturlandschaft Moritzburg (Einzeldenkmal der Sachgesamtheit 09301072) | (Flurstücke 266b, 381a, 381b, 381c) (Karte)                                                      | Vor 13. Jahrhundert (Hohe Burg); nach 1723 (Eiskeller); 1730 (Alter Tiergarten); bezeichnet mit 1801 und 1804 (Forsterinnerungssteine)                          | Einzeldenkmal der Sachgesamtheit Kulturlandschaft Moritzburg; verkehrsgeschichtlich, forst- und jagdgeschichtlich, landschaftsgestaltend, baugeschichtlich, ortsgeschichtlich und kunstgeschichtlich von Bedeutung, wichtiger Teil der Kulturlandschaft Moritzburg. - Forsterinnerungsstein I: - rechts: gepflanzt 1804, Schwerter, angeschlagen 1906 - links: wieder angebaut 1907 von Minkwitz - Forsterinnerungsstein II: gepflanzt 1801 - Forsterinnerungsstein III: verwittert - Forsterinnerungsstein IV: verwittert - Forsterinnerungsstein V: verwittert - Eiskeller: Gewölbe aus Sandsteinquadern | 09284495 |
|                                         | Teichanlagen mit Altenteich (Oberer und Unterer/Niederer Altenteich), Fischerteich, Großteich (Ober-Großteich und Nieder-Großteich) mit zwei Inseln (Stern- und Eremiteninsel), Jägerteich, Johann-Georgen-Teich oder Georgenteich, Mittelteich, Schlossteich (Westlicher und Östlicher Schlossteich) mit Insel (Pavilloninsel), Schwanenteich, Sophienteich und Steingrundteich, an den Teichen zum Teil historische Teichständer (Einzeldenkmal der Sachgesamtheit 09301072) | (Flurstücke 2, 4, 16/1, 18, 21, 58, 111, 112, 113/1, 115, 274, 383/1) (Karte)                    | Um 1730 (Altenteich, Mittelteich, Schloßteich, Schwanenteich); 1769–1790 (Großteich); um 1830 (Fischerteich, Jägerteich, Johann-Georgen-Teich)                  | Einzeldenkmal der Sachgesamtheit Kulturlandschaft Moritzburg; ortshistorisch und landschaftsgestaltend von Bedeutung, die Teiche sind prägender Teil der Kulturlandschaft Moritzburg. - Unterer Altenteich: Flurstück 18 - Oberer Altenteich: Flurstück 21 - Fischerteich: Flurstück 115 - Großteich: Flurstück 383 - Jägerteich: Flurstück 113/1 - Johann-Georgen-Teich: Flurstück 111 - Mittelteich: Flurstück 16/1 - Östlicher Schlossteich: Flurstück 2 - Westlicher Schlossteich: Flurstück 4 - Schwanenteich: Flurstück 58 - Sophienteich: Flurstück 274 - Steingrundteich: Flurstück 112 | 09284484 |
| Direkt Bild zu diesem Denkmal hochladen | Mauern der Dardanellen am Großteich, Kanal sowie zwei Torsäulen zwischen dem Flurstück 560/10, Gemarkung Eisenberg und den Flurstücken 510, 813 und 93c, Gemarkung Moritzburg (Einzeldenkmal der Sachgesamtheit 09301072) | (Flurstück 93g) (Karte)                                                                          | Nach 1770 | Einzeldenkmal der Sachgesamtheit Kulturlandschaft Moritzburg; ortshistorisch und landschaftsgestaltend von Bedeutung | 09284215 |
| Direkt Bild zu diesem Denkmal hochladen | Weinberghäuschen mit Weinbergmauern | (Flur Eisenberg, Flurstück 260) (Karte)                                                          | 18. Jahrhundert | Orts- und bauhistorisch von Bedeutung, Zeugnis des jahrhundertealten Weinbaus der Meißner Elbregion | 09284329 |
|                                         | Wohnhaus | Alte Dresdner Straße 2a (Karte)                                                                  | 1920er Jahre | Baugeschichtlich von Bedeutung, ein Holzbau im Heimatstil, Holzfertigteilbauweise mit Fensterläden | 09284232 |
|                                         | Sachgesamtheitsbestandteil in Moritzburg der Sachgesamtheit Schmalspurbahn Radebeul–Radeburg (Lößnitzgrundbahn) | Am Bahnhof 1 (Gemarkung Eisenberg, Flurstück 599/5; Gemarkung Moritzburg, Flurstück 883) (Karte) | 1883/1884 | Sachgesamtheitsbestandteil der Sachgesamtheit Schmalspurbahn Radebeul–Radeburg mit den Einzeldenkmalen: Bahnhof Moritzburg (ID-Nr. 09283082) sowie den Sachgesamtheitsteilen Trasse der Schmalspurbahn, Durchlässe (darunter gemauerte Bögen) und Teile der Stützmauer; verkehrs- und technikgeschichtlich von Bedeutung | 09301071 |
| Weitere Bilder                          | Empfangsgebäude des Bahnhofs Moritzburg, Güterschuppen, Wartehalle, Verladerampe, mechanisches Stellwerk, Formsignale und Schlüsseltafel (Einzeldenkmal der Sachgesamtheit 09301071) | Am Bahnhof 1 (Karte)                                                                             | 1883/1884 | Einzeldenkmal der Sachgesamtheit Schmalspurbahn Radebeul–Radeburg; ortsgeschichtlich, eisenbahngeschichtlich, verkehrsgeschichtlich und technikgeschichtlich von Bedeutung | 09283082 |
| Weitere Bilder                          | Mietvilla mit Einfriedung | Am Bahnhof 2 (Karte)                                                                             | Um 1880 | Baugeschichtlich von Bedeutung, ein Gründerzeitbau, Seitenrisalit, zum Teil farbig glasierte Ziegel, Dachhäuschen, Sandsteingewände, Firstziegel | 09283081 |
|                                         | Wohnhaus | Am Bahnhof 4 (Karte)                                                                             | Um 1920 | Baugeschichtlich von Bedeutung, ein Bau im Heimatstil, Putzprofile | 09284237 |
|                                         | Villa mit Einfriedung | Am Bahnhof 6 (Karte)                                                                             | Um 1910 | Baugeschichtlich von Bedeutung, ein Bau im Reformstil der Zeit um 1910, Putznutungen, Oberlichter blaues Glas | 09284236 |
| Weitere Bilder                          | Ehemalige Brüderanstalt der Inneren Mission (später als Kinderheim genutzt, heute verschiedene Einrichtungen des Diakonischen Werkes), mit verschiedenen Bauten: Haus 7 (Am Knabenberg 13), Haus 8 (Am Knabenberg 9), Haus 10 (Am Knabenberg 10) und Schule (Haus 9, Am Knabenberg 11), mit parkähnlichem Gelände und Kastanienallee (Gartendenkmal) sowie Stützmauer (östlich von Haus 5) | Am Knabenberg 9, 10, 11, 13 (Karte)                                                              | 1898 (Häuser 7, 8, 9); 1920er Jahre (Haus 10) | Ortsgeschichtlich, baugeschichtlich und städtebaulich von Bedeutung, Gründerzeitbauten und Bauten im Heimatstil. - Haus 7 (Am Knabenberg 13) und Haus 8 (Am Knabenberg 9): mit weiten Dachüberständen, überputzte Klinkerblendbögen, zum Teil originale Fenster - Haus 9: Schule mit Uhr | 09284321 |
| Weitere Bilder                          | Einfriedungsmauer entlang der Straße (um ein Neubaugebiet) | August-Bebel-Straße (Karte)                                                                      | 18. Jahrhundert | Ortsbildprägende Bruchsteinmauer, bauhistorisch von Bedeutung | 09284330 |
| Weitere Bilder                          | Einfriedungsmauer auf den Grundstücken zum Schwanenteich | August-Bebel-Straße 28, 30 (Karte)                                                               | 18. Jahrhundert | Ortsbildprägende Bruchsteinmauer, baugeschichtlich von Bedeutung | 09283108 |
| Weitere Bilder                          | Verwalterwohnhaus der Gestütsanlage | August-Bebel-Straße 34 (Karte)                                                                   | 1833 | Wohnhaus für Rossarzt und Futtermeister spätklassizistischer Bau, Gestütsanlage geschichtlich, künstlerisch, städtebaulich, baugeschichtlich, regionalgeschichtlich und kunstgeschichtlich von Bedeutung | 09283105 |
|                                         | Ehemalige Posthalterei | Bahnhofstraße 1 (Karte)                                                                          | 1834 | Lang gestreckter Putzbau, Kopfteile mit Mansarddach, ortsgeschichtlich und baugeschichtlich von Bedeutung. Breitgelagerter Bau mit Stallungen im Erdgeschoss, barocke Mansarddächer über dem rechten und dem linken Gebäudeteil, zum Hof zu Lastenaufzug. | 09283070 |
| Weitere Bilder                          | Hubertushof: Wohnhaus, Seitengebäude (über winkelförmigem Grundriss) und Hofeinfahrt eines Dreiseithofes | Bahnhofstraße 6 (Karte)                                                                          | 1. Hälfte 18. Jahrhundert (Wohnhaus); 2. Hälfte 19. Jahrhundert (Seitengebäude)                                                                                 | Massivbauten, Wohnhaus mit Segmentbogenportal, baugeschichtlich von Bedeutung. Wohnhaus mit klassizistischem Walmdach, Baukörper 18. Jahrhundert, Segmentbogentür. Stallgebäude mit Sandsteingewänden. | 09283072 |
| Weitere Bilder                          | Villa mit Einfriedungsmauer und Toreinfahrt | Bahnhofstraße 8 (Karte)                                                                          | Um 1905 | Schlichter Bau im frühen Heimatstil, baugeschichtlich von Bedeutung | 09283073 |
| Weitere Bilder                          | Villa (Nr. 10) mit Einfriedungsmauer (Nr. 10/10a) | Bahnhofstraße 10, 10a (Karte)                                                                    | Um 1920 | Ein Bau im Heimatstil mit Klinkerfassade und steilem Satteldach, baugeschichtlich von Bedeutung, Backsteinbau | 09283074 |
| Weitere Bilder                          | Mietvilla mit Einfriedung | Bahnhofstraße 12 (Karte)                                                                         | Um 1900 | Repräsentatives Gründerzeitgebäude, baugeschichtlich von Bedeutung. Hölzerner Dachüberstand, angebautes Eingangshäuschen, Mittelrisalit. Einfriedung Bruchsteinmauer mit Ziergitter. | 09283075 |
| Weitere Bilder                          | Haus Mailick: Wohn- und Atelierhaus, mit allen Gebäudeteilen, Einfriedung und Pforte (Torbogen) | Bahnhofstraße 17 (Karte)                                                                         | 1902 | Wohn- und Atelierhaus des Malers Alfred Mailick (1869–1946, bis 1906 Meilick), Vater des Malers Erik Mailick (1907–1990), ein malerischer Bau im Landhaus- und Heimatstil, Architekt: Richard Riemerschmid (München), künstlerisch, baugeschichtlich, ortsgeschichtlich und kunstgeschichtlich von Bedeutung. Anlage verwinkelt, Sandsteinbossierungen an den Ecken und um die Fenster, Holzelemente, Verschieferungen. | 09284229 |
| Weitere Bilder                          | Gasthof mit Anbau (Bahnhofswirtschaft) | Bahnhofstraße 22 (Karte)                                                                         | 1860er Jahre | Ein Bau mit Anklängen an den Schweizerstil, ortsgeschichtlich und baugeschichtlich von Bedeutung. Hauptbau Schweizerhausstil. Fachwerk des Anbaus mit farbigem Glas mit reich gesprossten Fenstern. | 09283080 |
|                                         | Villa mit Einfriedung | Bahnhofstraße 26 (Karte)                                                                         | 1870er Jahre | Baugeschichtlich von Bedeutung, ein Gründerzeithaus mit Anklängen an den Schweizerstil, Mittelrisalit, hölzernes Eingangshäuschen | 09284228 |
| Direkt Bild zu diesem Denkmal hochladen | Einfriedungsmauer entlang der Straße | Bergstraße (Karte)                                                                               | 18. Jahrhundert | Ortsbildprägende Bruchsteinmauer, baugeschichtlich von Bedeutung | 09301096 |
| Weitere Bilder                          | Dreiseithof mit Wohnstallhaus, Scheune, Seitengebäude, Hofeinfahrt, dazu Wohnhaus (Auszüglerhaus) an der Schulstraße sowie Einfriedungsmauer des Grundstücks an der Bergstraße und der Schulstraße | Bergstraße 9 (Karte)                                                                             | 17. Jahrhundert (Wohnstallhaus); bezeichnet mit 1854 (Toreinfahrt); Ende 19. Jahrhundert (Scheune)                                                              | Wohnstallhaus einer der ältesten Fachwerkbauten im Ort (Thüringer-Leiter-Fachwerk und Kopfstreben), geschlossen erhaltene Hofanlage, sozialgeschichtlich, wirtschaftsgeschichtlich und baugeschichtlich von Bedeutung | 09284269 |
|                                         | Transformatorenhäuschen | Bergstraße 10 (vor) (Karte)                                                                      | Nach 1910 | Technikgeschichtlich von Bedeutung | 09284244 |
| Weitere Bilder                          | Wohnhaus | Brauhofstraße 2 (Karte)                                                                          | Bezeichnet mit 1861 | Eingeschossiger Massivbau, wohl ein Tagelöhnerhaus oder Armenhaus, sozialgeschichtlich und baugeschichtlich von Bedeutung | 09284318 |
| Weitere Bilder                          | Wohnstallhaus eines Dreiseithofes sowie Einfriedungsmauer an der Schließerstraße | Brauhofstraße 7, 9 (bei Schließerstraße 1a; bei Kirchweg 9) (Karte)                              | 2. Hälfte 19. Jahrhundert | Gründerzeitlicher Massivbau, baugeschichtlich von Bedeutung. Seiten- und Wirtschaftsgebäude abgebrochen, ebenso abgebrochen der Stallanbau am Wohnstallhaus. | 09284316 |
|                                         | Wohnhaus eines Bauernhofes sowie Einfriedungsmauer mit Tor zum Dorfteich, ehemaliges Brauereigut | Brauhofstraße 13 (Karte)                                                                         | 1801 | Obergeschoss Fachwerk verbrettert, baugeschichtlich von Bedeutung | 09284315 |
| Weitere Bilder                          | Ehemalige Brüderanstalt der Inneren Mission (später als Kinderheim genutzt, heute verschiedene Einrichtungen des Diakonischen Werkes), mit verschiedenen Bauten: Haus 1 (Emil-Höhne-Straße 2), Haus 3 (Emil-Höhne-Straße 8), Haus 4 (Emil-Höhne-Straße 10), Haus 5 (Emil-Höhne-Straße 12), Haus 6 (Emil-Höhne-Straße 14), mit parkähnlichem Gelände und Kastanienallee (Gartendenkmal) sowie Stützmauer (östlich von Haus 5) | Emil-Höhne-Straße 2, 8, 10, 12, 14 (Karte)                                                       | 1898 (Haus 3, 4, 5); um 1910 (Haus 1, 6) | Ortsgeschichtlich, baugeschichtlich und städtebaulich von Bedeutung, Gründerzeitbauten und Bauten im Heimatstil. - Haus 1 (Emil-Höhne-Straße 2): kleineres Wohnhaus mit Turm auf Dach, Dreiecksgiebeln und Fensterläden, um 1910 - Haus 3 (Emil-Höhne-Straße 8), Haus 4 (Emil-Höhne-Straße 10), Haus 5 (Emil-Höhne-Straße 12): Wohnhäuser um 1880, mit Sandsteingewänden, Klinkerblendbögen, Bruchsteinsockel - Haus 6 (Emil-Höhne-Straße 14): Haus mit Walmdach, um 1910 | 09284321 |
| Weitere Bilder                          | Fasanenschlösschen (mit benachbartem Fasanengehege), mit Fasanengarten und Felsterrassen mit Pflanzen- und Tierplastiken (Einzeldenkmal der Sachgesamtheit 09301072) | Fasanerie (Karte)                                                                                | 1769–1782 (Schloss); 1720/1725, 1726/1730, 1775/1777 (Statuen)                                                                                                  | Einzeldenkmal der Sachgesamtheit Kulturlandschaft Moritzburg; künstlerisch, geschichtlich, städtebaulich, baugeschichtlich, ortsgeschichtlich und kunstgeschichtlich von Bedeutung. Hübscher Barockbau mit gärtnerisch gestalteter Umgegend, die Räume im Inneren größtenteils in Rokokoformen, das Fasanenschlösschen ist Teil des Denkmalensembles der Fasanerie am Großteich. | 09284213 |
| Weitere Bilder                          | Hafenanlage mit Mole und Leuchtturm in Fortsetzung der Ostachse des Fasanenschlösschens mit Anlegestelle sowie vier von Delphinen geschmückten Sandsteinvasen, Steinbänken (Einzeldenkmal der Sachgesamtheit 09301072) | Fasanerie (Karte)                                                                                | Um 1780 | Einzeldenkmal der Sachgesamtheit Kulturlandschaft Moritzburg; künstlerisch, geschichtlich, städtebaulich, baugeschichtlich und ortsgeschichtlich von Bedeutung. Teil des Denkmalensembles der Fasanerie am Großteich, Flurstück 383: Kanal. | 09284214 |
|                                         | Historische Wildgehegeanlage (Tiergartenmauer mit Toren) der Fasanerie sowie ehemalige Fasanenremisen (Grundrisse), Einzeldenkmal der Sachgesamtheit 09301072 | Fasanerie (Karte)                                                                                | 1769–1790 | Einzeldenkmal der Sachgesamtheit Kulturlandschaft Moritzburg; orts- und wirtschaftshistorisch von Bedeutung. Teil des Denkmalensembles der Fasanerie am Großteich, Wildgehegemauern: 65/1, 81, 364, 365. | 09284488 |
|                                         | Brunnen mit Grotte und Skulpturen (Venus mit Schwänen oder Leda mit dem Schwan), Beginn der geplanten Wasserachse bis zum Schloss, zwei Brunnenbecken von sechs Vasen umgeben, zwei Kanalabschnitte, Sichtachse bis zum Schloss Moritzburg (Einzeldenkmal der Sachgesamtheit 09301072) | Fasanerie (Karte)                                                                                | 1702 begonnen (Gartenkanal); 1777 (Grotte) | Einzeldenkmal der Sachgesamtheit Kulturlandschaft Moritzburg; künstlerisch, städtebaulich, baugeschichtlich, landschaftsgestaltend und kunstgeschichtlich von Bedeutung. Teil des Denkmalensembles der Fasanerie am Großteich, Flurstück 349: Kanal. | 09284222 |
|                                         | Ehemaliger Fohlenstall (heute Waldpension) nahe der Waldschänke (Einzeldenkmal der Sachgesamtheit 09301072) | Fasanerie 1 (Karte)                                                                              | Um 1800 | Einzeldenkmal der Sachgesamtheit Kulturlandschaft Moritzburg; ortsgeschichtlich und bauhistorisch von Bedeutung, Teil des Denkmalensembles der Fasanerie am Großteich | 09284487 |
|                                         | Ehemaliger Gondelschuppen (heute Wohnhaus) und Pavillonscheune des Hafens, benachbart ein weiterer Gondelschuppen an der Mauer des Fasanengartens (Einzeldenkmal der Sachgesamtheit 09301072) | Fasanerie 3 (Karte)                                                                              | Um 1780 | Einzeldenkmal der Sachgesamtheit Kulturlandschaft Moritzburg; künstlerisch, geschichtlich, städtebaulich, baugeschichtlich und ortsgeschichtlich von Bedeutung, Teil des Denkmalensembles der Fasanerie am Großteich | 09284223 |
|                                         | Ehemalige Hofküche (später Forstamt) mit separatem Brunnen- oder Bornhaus sowie Bruthäuser, Spaliergarten und Voliere (Nebengebäude der Fasanerie), Einzeldenkmal der Sachgesamtheit 09301072 | Fasanerie 4 (Karte)                                                                              | 2. Hälfte 18. Jahrhundert | Einzeldenkmal der Sachgesamtheit Kulturlandschaft Moritzburg; geschichtlich, städtebaulich, baugeschichtlich, wirtschaftsgeschichtlich und ortsgeschichtlich von Bedeutung, Teil des Denkmalensembles der Fasanerie am Großteich. Die Hofküche ein langgestreckter Bau, Kopfbau ehemals von oktogonalem Türmchen mit Zeltdach bekrönt. | 09284221 |
| Weitere Bilder                          | Marcolinihaus (Fasanenmeisterwohnhaus) mit zwei Seitenflügeln sowie Reste des Bruthühnerhauses über dem Wildpretskeller und zwei Bergkeller (Keller mit Kellergewölbe), separat liegend, dazu Nebengebäude der Fasanerie (Einzeldenkmal der Sachgesamtheit 09301072) | Fasanerie 5 (Karte)                                                                              | Um 1780 | Einzeldenkmal der Sachgesamtheit Kulturlandschaft Moritzburg; geschichtlich, städtebaulich, baugeschichtlich, wirtschaftsgeschichtlich und ortsgeschichtlich von Bedeutung, Teil des Denkmalensembles der Fasanerie am Großteich. Das Fasanenmeisterwohnhaus ein langer Bau mit kurzen Seitenflügeln, später als Forstmeisterwohnung genutzt. Qualitätvolle Malereien, sollen mit jenen im Fasanenschlösschen vergleichbar sein. Das als Fasanenmeisterwohnhaus 1770 errichtete so genannte »Marcolinihaus« befindet sich auf dem Areal der Moritzburger Fasanerie am Großteich. Es besteht aus einem zweigeschossigen Wohnhaus mit Walmdach und zwei niedrigeren Seitenflügeln mit Mansardwalmdächern, die eine U-förmige Anlage ergeben. Im Inneren haben sich originale Wandfassungen aus der Entstehungszeit erhalten. Die zum Teil qualitätvollen Malereien sind mit jenen im Fasanenschlösschen vergleichbar. Im Erdgeschoss des spätbarocken Komplexes befanden sich die Räume des Fasanenmeisters, darüber logierte Graf Camillo Marcolini (1739–1814). 1769, ein Jahr nach seinem Regierungsantritt, hatte Kurfürst Friedrich August III. die Fasanerie an den Kammerherrn und Kabinettsminister Marcolini unter der Bedingung verpachtet, die Anlage wiederherzustellen und ihm zur Benutzung einzurichten. Später war die Wohnung des Forstmeisters im Anwesen untergebracht. Als charakteristischer spätbarocker Bau ist das „Marcolinihaus“ baugeschichtlich bedeutend. Darüber hinaus gehört es sowohl zur Fasanerie als auch zur Kulturlandschaft Moritzburg, was seinen geschichtlichen, städtebaulichen, wirtschaftsgeschichtlichen und ortsgeschichtlichen Wert begründet. | 09284220 |
|                                         | Ehemaliger Wagenschuppen, heute Wohnhaus (Einzeldenkmal der Sachgesamtheit 09301072) | Fasanerie 6 (Karte)                                                                              | 2. Hälfte 18. Jahrhundert | Einzeldenkmal der Sachgesamtheit Kulturlandschaft Moritzburg; geschichtlich, städtebaulich, baugeschichtlich und ortsgeschichtlich von Bedeutung, Teil des Denkmalensembles der Fasanerie am Großteich | 09284219 |
|                                         | Ökonomiehof: Ökonomiegebäude und Pferdeställe einer vierseitig geschlossenen Hofanlage (Einzeldenkmal der Sachgesamtheit 09301072) | Fasanerie 7 (Karte)                                                                              | Um 1775 | Einzeldenkmal der Sachgesamtheit Kulturlandschaft Moritzburg; geschichtlich, städtebaulich, baugeschichtlich und ortsgeschichtlich von Bedeutung, Teil des Denkmalensembles der Fasanerie am Großteich, Flurstück 371/1: Pferdeställe, Flurstücke 370 und 372: Ökonomiegebäude. Die „Ökonomie“ entstand als Teil der Moritzburger Fasanerie. Im Jahr 1769, kurz nach seinem Regierungsantritt, hatte Kurfürst Friedrich August III. die Fasanerie an den Kammerherrn und Kabinettsminister Marcolini unter der Bedingung verpachtet, die Anlage wiederherzustellen und ihm zur Benutzung einzurichten. Zum Betrieb der Fasanenzucht und -haltung sowie zur Unterbringung des Hofes waren verschiedene Neben- und Wirtschaftsgebäude notwendig. Vor allem nordwestlich des Fasanenschlösschens kamen nach der Übernahme durch Marcolini viele Neubauten hinzu. Das hier zu beurteilende Objekt errichtete man als „Großes Stallgebäude“. Die Vierflügelanlage ist dann, offenbar etappenweise, bis Ende des 18. Jahrhunderts fertiggestellt worden. Später kam es nur noch zu geringfügigen bauliche Veränderungen, so dem Einbau einer Verwalterwohnung. Die sich um einen Innenhof gruppierende Anlage besteht aus einem langen Flügeln mit Mansardwalmdach an der nordwestlichen Seite, einem dazu parallelen, derzeit flach abschließenden Flügel, welcher zum Großteich zeigt, und zwei Bauten mit Satteldächern dazwischen. Der Komplex ist eingeschossig. An der nordöstlichen Seite gelangt man über ein Korbbogentor in den Hof. Am ältesten scheint die östliche, zum Großteich zeigende Ecke mit ehemals einfachem Mansarddach zu sein. Ein großes Tor deutet darauf, dass es sich hierbei um eine Remise handelt. Als vor allem charakteristische spätbarocke Anlage ist die „Ökonomie“ baugeschichtlich bedeutend. Darüber hinaus gehört sie sowohl zur Fasanerie als auch zur Kulturlandschaft Moritzburg, was ihren geschichtlichen, städtebaulichen, wirtschaftsgeschichtlichen und ortsgeschichtlichen Wert begründet.                                                      | 09284218 |
| Weitere Bilder                          | Reitbahngebäude mit Strohscheune und drei kleinen, massiven Schuppen (Einzeldenkmal der Sachgesamtheit 09301072) | Fasanerie 8 (Karte)                                                                              | 1769–1790 | Einzeldenkmal der Sachgesamtheit Kulturlandschaft Moritzburg; geschichtlich, städtebaulich, baugeschichtlich und ortsgeschichtlich von Bedeutung, Teil des Denkmalensembles der Fasanerie am Großteich | 09284491 |
|                                         | Brücke über den Kanal zur Fasanerie (Einzeldenkmal der Sachgesamtheit 09301072) | Große Fasanenstraße (Karte)                                                                      | 1769–1790 | Einzeldenkmal der Sachgesamtheit Kulturlandschaft Moritzburg; künstlerisch, baugeschichtlich und verkehrsgeschichtlich von Bedeutung, ein barockes Bauwerk, Teil des Denkmalensembles der Fasanerie am Großteich, Sandsteinquader | 09284486 |
| Weitere Bilder                          | Churfürstliche Waldschänke, ehemals Teil eines Fohlenstalls und Torwärterhaus (noch davor stand hier wohl ein Hegerhaus), heute Gasthaus und Hotel, mit Einfahrtspfeilern, dazu Jagdfries „Jägerzug zu Fastnacht“ aus dem Jahre 1609 von Daniel Bretschneider dem Älteren als festes Interieur (Einzeldenkmal der Sachgesamtheit 09301072) | Große Fasanenstraße 1 (Karte)                                                                    | 1796–1797 (Fohlenstall); 1609 (Jagdfries) | Einzeldenkmal der Sachgesamtheit Kulturlandschaft Moritzburg; ortsgeschichtlich und baugeschichtlich, in Teilen künstlerisch und landschaftsgestaltend von Bedeutung, Teil des Denkmalensembles Fasanerie am Großteich. Nach 1945 wurde die Waldschänke lange Zeit von der Sowjetischen Armee genutzt und war der Öffentlichkeit nicht zugänglich. Seit 1968 ist sie dann als HO-Hotel und Gaststätte saniert und erweitert worden. Seitdem zeigt der historische Bau einen östlichen Anbau, der einen Innenhof umschließt. Aus dieser Zeit stammt auch die kleine, zurückgesetzte Verlängerung nach Süden. Der Leiter der Entwurfsgruppe war Raimund Adam vom VEB Baureparatur Dresden-Land. Bereits 1966 hatte der, in der Bauabteilung des Instituts für Denkmalpflege, Arbeitsstelle Dresden tätige, bekannte Dresdner Architekt Herbert Schneider (1903–1970), vor allem Ansichtszeichnungen als Vorschläge zugearbeitet. Seine Vorschläge wurden dann auch berücksichtigt. Im November 2013 erfolgte die Übernahme des Jagdfrieses „Jägerzug zu Fastnacht“, 1609 von Daniel Bretschneider d. Ältere (ca. 1550 – nach 1625) als festes Interieur in die Waldschänke. | 09284216 |
| Weitere Bilder                          | Wohnhaus, jetzt Restaurant Seeblick am Mittelteich (Einzeldenkmal der Sachgesamtheit 09301072) | Kalkreuther Straße 1 (Karte)                                                                     | Um 1890 | Einzeldenkmal der Sachgesamtheit Kulturlandschaft Moritzburg; städtebaulich und baugeschichtlich von Bedeutung, ein Gründerzeitbau mit Gesprengegiebel und Zierfachwerk, Fensterläden, Dachüberstand | 09284324 |
| Weitere Bilder                          | Wartehäuschen (ehemals mit Toiletten), bauliche Einheit mit Käthe-Kollwitz-Platz 2 | Käthe-Kollwitz-Platz (Karte)                                                                     | 1930er Jahre | Ein Heimatstilbau, ortsentwicklungsgeschichtlich und platzbildprägend von Bedeutung, gehörte zum Grundstück Gasthaus „Deutsches Haus“ | 09284252 |
|                                         | Ehemaliges Gasthaus Deutsches Haus (später Sparkasse, heute „Haus des Pferdes“), mit Einfriedungsmauer und seitlicher Pergola | Käthe-Kollwitz-Platz 2 (Karte)                                                                   | 1930er Jahre | Ein Putzbau im Heimatstil der 1930er Jahre, städtebaulich und baugeschichtlich von Bedeutung, originale Fenster, originale Haustür | 09284251 |
|                                         | Wohnhaus | Käthe-Kollwitz-Platz 3 (Karte)                                                                   | Bezeichnet mit 1825 | Schlichter Putzbau mit Korbbogenportal, in platzbildprägender Lage, städtebaulich und baugeschichtlich von Bedeutung, ein ländlicher Wohnbau, im Schlussstein bezeichnet mit 1825 | 09284249 |
| Weitere Bilder                          | Einfriedungsmauer entlang der Straße, zwischen den Nr. 22 und Nr. 26 mit Brücke über den Bach Marche, einschließlich Brüstung | Kötzschenbrodaer Straße (Karte)                                                                  | 18. Jahrhundert | Ortsbildprägende Bruchsteinmauer, baugeschichtlich und vor allem landschaftsgestalterisch von Bedeutung. Die im Verlauf der Kötzschenbrodaer Straße liegende und über die Marche führende Brücke mit kleiner Brüstung ist gestalterischer Bestandteil des eindrucksvollen und als Kulturdenkmal erfassten Mauerzuges zwischen der Nr. 22 und 26 der genannten Straße. Als Teil eines der für Moritzburg charakteristischen Mauerzüge ist die Brücke ortsgeschichtlich bedeutend. Dabei entfaltet sie auch einen besonderen landschaftsgestalterischen Reiz. Abgesehen davon erscheint sie als erhaltenswertes Verkehrsbauwerk ihrer Zeit. Auf einem Meilenblatt von 1801 ist ein System von wegebegleitenden Mauerzügen im Ort zu erkennen. Die hier zu beurteilende Anlage könnte also bereits aus dem späten 18. Jahrhundert stammen, wahrscheinlicher ist eine Entstehungszeit um die Mitte des 19. Jahrhunderts. | 09301203 |
| Weitere Bilder                          | Wohnhaus, Scheune und Hofmauer eines Bauernhofes | Kötzschenbrodaer Straße 1 (Karte)                                                                | 1. Hälfte 19. Jahrhundert | Gehöft teilweise in Fachwerkbauweise, wirtschaftsgeschichtlich und baugeschichtlich von Bedeutung. Ein zum Hof gehörendes eingeschossiges Seitengebäude wurde mit Genehmigung im Jahre 2010 abgerissen. | 09284265 |
| Weitere Bilder                          | Wohnstallhaus und Seitengebäude eines Dreiseithofs sowie Hofmauer | Kötzschenbrodaer Straße 3 (Karte)                                                                | Um 1800 | Wohnstallhaus ein Fachwerkbau, baugeschichtlich von Bedeutung, heute Orgelbau Rühle | 09284266 |
| Weitere Bilder                          | Wohnhaus (über winkelförmigem Grundriss), Seitengebäude und ehemalige Wildbretkeller auf der gegenüberliegenden Straßenseite | Kötzschenbrodaer Straße 4 (Karte)                                                                | 18. Jahrhundert | Beide Gebäude Obergeschoss Fachwerk verbrettert, ortsgeschichtlich und baugeschichtlich von Bedeutung | 09284227 |
|                                         | Seitengebäude eines Bauernhofes | Kötzschenbrodaer Straße 16 (Karte)                                                               | Um 1800 | Verbretterter Fachwerkbau, baugeschichtlich von Bedeutung, im Erdgeschoss ruinös, Giebel verbrettert | 09284267 |
| Weitere Bilder                          | Friedenseiche mit Einfriedung | Kötzschenbrodaer Straße 20 (bei) (Karte)                                                         | Bezeichnet mit 1871 | Sicher zur Erinnerung an den durch Kaiser Wilhelm I. siegreich geführten Krieg gegen Frankreich 1870/71 und die damit verbundene Einigung Deutschlands gepflanzt, damals als „Siegfrieden“ bezeichnet, geschichtlich bedeutend | 09306694 |
| Weitere Bilder                          | Wohnstallhaus, Seitengebäude und Scheune eines Bauernhofes | Kötzschenbrodaer Straße 21 (Karte)                                                               | Bezeichnet mit 1895–1896 | Einfache Putzbauten, baugeschichtlich von Bedeutung, Seitengebäude Obergeschoss verbrettert | 09284313 |
|                                         | Wohnstallhaus mit Scheune (im Winkel angebaut) und Hofmauer eines Bauernhofes | Kötzschenbrodaer Straße 22 (Karte)                                                               | Um 1850 | Schlichte, ortsbildprägende Putzbauten, baugeschichtlich von Bedeutung | 09284304 |
| Weitere Bilder                          | Wohnstallhaus eines Bauernhofes | Kötzschenbrodaer Straße 24 (Karte)                                                               | Bezeichnet mit 1903 | Baugeschichtlich von Bedeutung, ein Gründerzeitbau mit Fachwerkgiebel, Klinkerverblendungen | 09284305 |
| Weitere Bilder                          | Wohnstallhaus und Scheune (im Winkel angebaut) sowie Hofeinfahrt eines Dreiseithofes | Kötzschenbrodaer Straße 26 (Karte)                                                               | 1. Hälfte 19. Jahrhundert | Teilweise in Fachwerkbauweise, wirtschaftsgeschichtlich und baugeschichtlich von Bedeutung | 09284306 |
| Weitere Bilder                          | Wohnstallhaus, Scheune und Seitengebäude eines Dreiseithofes, dazu Hofeinfahrt und Hofmauer | Kötzschenbrodaer Straße 32 (Karte)                                                               | 2. Hälfte 19. Jahrhundert | Geschlossen erhaltene Hofanlage, das Hauptgebäude ein gründerzeitlicher Putzbau mit Zwillingsfenster im Giebel, wirtschaftsgeschichtlich und baugeschichtlich von Bedeutung | 09284308 |
|                                         | Wohnstallhaus, Hofeinfahrt und Hofmauer eines Zweiseithofes | Kötzschenbrodaer Straße 38 (Karte)                                                               | 1. Hälfte 19. Jahrhundert | Ein verbretterter Fachwerkbau, baugeschichtlich von Bedeutung | 09284310 |
| Weitere Bilder                          | Wohnstallhaus und Scheune eines Bauernhofes | Kötzschenbrodaer Straße 46 (Karte)                                                               | 19. Jahrhundert | Wohnstallhaus Obergeschoss Fachwerk verkleidet, baugeschichtlich von Bedeutung | 09284312 |
| Weitere Bilder                          | Feldscheune | Kötzschenbrodaer Straße 48 (Karte)                                                               | 2. Hälfte 19. Jahrhundert | Wirtschaftshistorisch und landschaftsgestaltend von Bedeutung | 09284253 |
|                                         | Wohnhaus und Scheune eines Zweiseithofes | Kötzschenbrodaer Straße 54 (Karte)                                                               | Um 1800 | Ortsbildprägende Hofanlage, Wohnhaus Obergeschoss Fachwerk, wirtschaftsgeschichtlich und baugeschichtlich von Bedeutung | 09284314 |
| Weitere Bilder                          | Einfriedungsmauer entlang der Straße | Markt (Karte)                                                                                    | 18. Jahrhundert | Ortsbildprägende Bruchsteinmauer, baugeschichtlich von Bedeutung | 09301201 |
| Weitere Bilder                          | Wohnhaus mit zwei flankierenden Nebengebäuden und Hofmauer zum Markt und zur Auerstraße (Kadettenhaus) | Markt 1 (Karte)                                                                                  | Bezeichnet mit 1700 | Schlichter Barockbau, ortsgeschichtlich und baugeschichtlich von Bedeutung. Ein Nebengebäude Fachwerk verbrettert, wohl Wohnhaus der zum Pagendienst befohlenen Kadetten, bezeichnet mit 1700 in Eisentafel über der Tür, mit Krone und Insignien. | 09284225 |
| Weitere Bilder                          | Wohnhaus und Hofmauer | Markt 4 (Karte)                                                                                  | Um 1850 | Putzbau mit aufwendiger Giebelgestaltung, baugeschichtlich von Bedeutung, ein ländlicher Wohnbau, Giebel mit Eckquader-Putzgliederung | 09284263 |
|                                         | Wohnhaus mit angebautem Nebengebäude und Einfriedung | Markt 6 (Karte)                                                                                  | Um 1700 | Baugeschichtlich von Bedeutung, verbretterter Fachwerkbau, großes Walmdach | 09284262 |
| Weitere Bilder                          | „Adams Gasthof“ mit Saalanbau einschließlich der gesamten nach drei Seiten geschlossenen Hofanlage, mit Hofeinfahrtspfeilern und großer Hofmauer, Gartenanlage, Brunnen und Teich | Markt 9 (Karte)                                                                                  | Ab 1675 (Gasthof); 1883/1904 (Teich) | Der Hauptbau ein Fachwerkbau, ein Seitengebäude Obergeschoss Fachwerk, ortsgeschichtlich und baugeschichtlich von Bedeutung | 09284260 |
| Weitere Bilder                          | Villa mit parkähnlichem Garten | Markt 11 (Karte)                                                                                 | Ende 19. Jahrhundert | Ein Gründerzeitbau mit Rundturm in der Seitenansicht, Anklänge an den Schweizerstil, baugeschichtlich von Bedeutung, Bau mit Holzbalkons, hölzernem Eingangshäuschen und Treppenturm | 09284257 |
| Weitere Bilder                          | Wohnhaus mit Einfriedung | Markt 15 (Karte)                                                                                 | 2. Hälfte 19. Jahrhundert | Putzbau mit Zwillingsfenster im Giebel, baugeschichtlich von Bedeutung, Einfriedung als Ziergitter | 09284256 |
| Weitere Bilder                          | Drei Wohnhäuser (Nr. 17b an der Meißner Straße) | Markt 17, 17a, 17b (Karte)                                                                       | 1. Hälfte 19. Jahrhundert | Nummer 17b ein verbretterter Fachwerkbau, städtebaulich und baugeschichtlich von Bedeutung, ortsbildprägend nahe dem Schlossteich der zurückgesetzte Bau an der Meißner Straße Nummer 17b mit originaler Haustür. Kein Denkmal das angebaute Einfamilienhaus der 1930er Jahre Meißner Straße 1a. | 09284255 |
| Weitere Bilder                          | Wohnhaus „Bärenhäusl“ mit Toreinfahrt (Bär aus Sandstein auf einem Torpfeiler) und kleinem Turm neben dem Wohnhaus sowie Hofmauer | Markt 24 (Karte)                                                                                 | Um 1750 | Fachwerkbau nahe dem Schlossteich, städtebaulich und baugeschichtlich von Bedeutung | 09284254 |
| Weitere Bilder                          | Einfriedungsmauer entlang der Straße | Meißner Straße (Karte)                                                                           | 18. Jahrhundert | Ortsbildprägende Bruchsteinmauer, baugeschichtlich von Bedeutung | 09301200 |
| Weitere Bilder                          | Villa mit Einfriedung und Wasserturm des benachbarten Sächsischen Landgestüts auf dem Grundstück | Meißner Straße 1 (Karte)                                                                         | Bezeichnet mit 1904 (Villa); bezeichnet mit 1915 (Wasserturm)                                                                                                   | Baugeschichtlich von Bedeutung, ein Haus mit neobarocken Anklängen, der Wasserturm technikgeschichtlich von Bedeutung. Halbrunde, verglaste Loggia, mit Balusterbrüstung. Originale Fenster und Fensterläden, Türen. Schlussstein bezeichnet mit 1904. | 09284326 |
| Weitere Bilder                          | Gestütsanlage: Hauptstallgebäude, zwei kleinere Stallgebäude, zwei Toreinfahrten und Einfriedungsmauern um das Grundstück (besonders an der Meißner Straße und an der Auerstraße) | Meißner Straße 3, 3a (Karte)                                                                     | Bezeichnet mit 1915 | Geschichtlich und baugeschichtlich von Bedeutung, eine neobarocke Anlage, viele verschiedene Dreiecksgiebel, nachträgliche Fenstereinbrüche, mit Boxen, Haupttor Schlussstein mit Krone (bezeichnet), Einfahrt mit drei gemauerten Pfosten mit Kugeln | 09284261 |
| Weitere Bilder                          | Rüdenhof: Hauptbau (mit Käthe-Kollwitz-Gedenkstätte), winkelförmig angebautes Nebengebäude (Pavillon) sowie Straßenwärterhaus (heute Café), dazu der separate Bergkeller an der Straße und die Einfriedungsmauer des Grundstücks | Meißner Straße 7 (Karte)                                                                         | Nach 1800 (Wohnhaus); Ende 19. Jahrhundert (Straßenwärterhaus)                                                                                                  | Hauptbau schlichter Putzbau mit Turm, Straßenwärterhaus mit verbrettertem Fachwerk, geschichtlich, ortsgeschichtlich und baugeschichtlich von Bedeutung, Sterbehaus der Malerin und Grafikerin Käthe Kollwitz (1867–1945). Treppenturm am Hauptbau, Keller vielleicht für Wildbretlagerung. | 09284325 |
|                                         | Ehemaliges Torwärterhaus (Wohnstallhaus) mit einer im Winkel angebauten Scheune (Einzeldenkmal der Sachgesamtheit 09301072) | Radeburger Straße 1 (Karte)                                                                      | Um 1870 | Einzeldenkmal der Sachgesamtheit Kulturlandschaft Moritzburg; Torwärterhaus Putzbau, Fachwerkscheune, ortsgeschichtlich und baugeschichtlich von Bedeutung | 09284273 |
|                                         | Wohnstallhaus | Roßmarkt 3 (Karte)                                                                               | Um 1850 | Obergeschoss Fachwerk verbrettert, baugeschichtlich von Bedeutung | 09284271 |
|                                         | Wohnhaus | Roßmarkt 4 (Karte)                                                                               | Um 1800 | Ländliches Wohnhaus, Obergeschoss Fachwerk verputzt, baugeschichtlich von Bedeutung | 09284274 |
|                                         | Wohnhaus | Roßmarkt 5 (Karte)                                                                               | Um 1800 | Ländliches Wohnhaus, Obergeschoss Fachwerk verbrettert, baugeschichtlich von Bedeutung | 09284275 |
| Weitere Bilder                          | Wohnhaus mit Seitengebäude und Einfriedung | Roßmarkt 7 (Karte)                                                                               | 2. Hälfte 18. Jahrhundert | Schlichter Barockbau, Seitengebäude in Fachwerkbauweise, baugeschichtlich von Bedeutung | 09284276 |
|                                         | Wohnhaus | Roßmarkt 9 (Karte)                                                                               | 18. Jahrhundert | Verputzter Fachwerkbau, baugeschichtlich von Bedeutung | 09284300 |
|                                         | Wohnhaus | Roßmarkt 13 (Karte)                                                                              | Bezeichnet mit 1736 | Ländliches Wohnhaus mit strebenreichem Fachwerk-Obergeschoss, baugeschichtlich von Bedeutung | 09284301 |
| Weitere Bilder                          | Wohnhaus eines Bauernhofes | Roßmarkt 17 (Karte)                                                                              | Nachträglich bezeichnet mit 1756 | Verbretterter Fachwerkbau, baugeschichtlich von Bedeutung, Bezeichnung neu | 09284303 |
| Weitere Bilder                          | Wohnstallhaus eines Dreiseithofes sowie Einfriedungsmauer an der Schließerstraße | Schließerstraße 1a, bei (Brauhofstraße 7, 9; bei Kirchweg 9) (Karte)                             | 2. Hälfte 19. Jahrhundert | Gründerzeitlicher Massivbau, baugeschichtlich von Bedeutung. Seiten- und Wirtschaftsgebäude abgebrochen, ebenso abgebrochen der Stallanbau am Wohnstallhaus. | 09284316 |
|                                         | Einfriedungsmauer entlang der Straße | Schloßallee (Karte)                                                                              | 18. Jahrhundert | Ortsbildprägende Bruchsteinmauer, baugeschichtlich von Bedeutung | 09301202 |
|                                         | Schloßallee (Gartendenkmal) | Schloßallee (Karte)                                                                              | Angelegt 1726/1727 | In der Barockzeit angelegte Sichtachse auf Schloss Moritzburg, ortsbildprägend und landschaftsgestaltend von Bedeutung. Flurstücke der Gemarkung Eisenberg und Moritzburg, Schlossallee, zum weiteren Verlauf der Allee siehe auch Ortsteil Reichenberg, Dresdner Straße (ID-Nr. 09284982). | 09301097 |
| Weitere Bilder                          | Kursächsische Distanzsäule | Schloßallee (Karte)                                                                              | 1730 | Kursächsische Distanzsäule westliche Postmeilensäule an der Schlossauffahrt. | 09307294 |
| Weitere Bilder                          | Kursächsische Distanzsäule | Schloßallee (Karte)                                                                              | 1730 | Kursächsische Distanzsäule östliche Postmeilensäule an der Schlossauffahrt. | 09307293 |
|                                         | Marstall mit Wagenhalle, Reithalle, Krankenstall, weiterem kleinen Stall und Einfriedungsmauern besonders zum Schwanenteich | Schloßallee 1 (Karte)                                                                            | 1733 (Marstall); nach 1730 (Büste); 1837–1839 (Reithalle); 1884 (Krankenstall)                                                                                  | Vier Hofflügel, Reithalle mit geschwungenem Bohlenbinderdach, einstiger Krankenstall östlich der Reithalle, oberhalb des Haupteingangs zur Hofanlage Sandsteinbüsten von Hofnarr Fröhlich und Baron Gottfried Schmiedel, im Kern weitgehend noch eine barocke Anlage, errichtet durch den Architekten Johann Christoph Knöffel, mit originaler Ausstattung der Ställe, architektonisch bemerkenswert auch das Bohlenbinderdach, Anlage geschichtlich, künstlerisch, städtebaulich, baugeschichtlich, regionalgeschichtlich und kunstgeschichtlich von Bedeutung Landgestüt, ehemals Hengstdepot, zum Teil noch Holzträger in den Ställen. Die Reithalle mit Dach bis fast auf den Boden, Sockelmauer Bruchstein. Lange Schleppgaupen, errichtet 1837 bis 1839 von Landbaumeister Carl Mildreich Barth. Schmiede kombiniert mit Ställen, Bedienstetenwohnungen und Wohnung des Landstallmeisters. zweigeschossig, Vollwalm mit Dachhäuschen (Fledermausgaupen). Im Erdgeschoss Rundbogenfenster. 1830er Jahre. Krankenstall mit Klinkergliederung an den Ecken, den Fenstern und Gesimsen. Bruchstein verputzt. Segmentbogenfenster. 2. Hälfte 19. Jahrhundert. | 09283105 |
|                                         | Wohnhaus mit zwei flankierenden Nebengebäuden | Schloßallee 2 (Karte)                                                                            | 1. Hälfte 18. Jahrhundert | Ländliches Wohnhaus, schlichter Barockbau, baugeschichtlich von Bedeutung, Walmdach mit Gaupen, originale Haustür | 09284243 |
| Weitere Bilder                          | Ehemaliges Gerichtsgebäude (heute Restaurant „Landhof zu Moritzburg“) mit seitlichem Anbau, weiterhin Toranlage, Einfriedung und Stützmauer zur Schloßallee und zur August-Bebel-Straße sowie Garten mit altem Baumbestand (Dr.-Margarethe-Blank-Heim) | Schloßallee 3 (Karte)                                                                            | Nach 1730, Umbau 1886 | Markantes historistisches Gebäude des 19. Jahrhunderts mit Neorenaissanceelementen, im Kern möglicherweise älter, von baugeschichtlicher und ortsgeschichtlicher Bedeutung | 09283104 |
|                                         | Wohnhaus | Schloßallee 5 (Karte)                                                                            | 1. Hälfte 18. Jahrhundert | Schlichter Barockbau, baugeschichtlich von Bedeutung, Zeltdach, fast quadratischer Grundriss | 09283103 |
|                                         | Gasthof Forsthaus mit Wirtschaftsgebäude in zwei Flügeln | Schloßallee 11 (Karte)                                                                           | 1. Hälfte 18. Jahrhundert | Schlichter Barockbau, baugeschichtlich von Bedeutung, quadratischer Grundriss, Zeltdach. Wirtschaftsgebäude mit Stallungen, sicher als Ausspanne. | 09283102 |
|                                         | Wohnhaus in offener Bebauung | Schloßallee 13 (Karte)                                                                           | Um 1870 | Baugeschichtlich von Bedeutung, ein früher Gründerzeitbau, Mittelrisalit. Fenstergewände Sandstein, profiliert. Vermauertes Portal, sicher davor Treppenaufgang. | 09283101 |
|                                         | Wohnhaus mit seitlichem Anbau und Einfriedungsmauer des Grundstücks | Schloßallee 17 (Karte)                                                                           | 1. Hälfte 18. Jahrhundert | Schlichter Barockbau, baugeschichtlich von Bedeutung, Zeltdach (mit Pappschindeln), Seitenfront mit großen Fenstern verändert | 09283089 |
|                                         | Postgebäude | Schloßallee 19 (Karte)                                                                           | Nach 1900 | Im Reform- und Heimatstil der Zeit um 1910, ortsgeschichtlich und baugeschichtlich von Bedeutung, Mansarddach, Fensterläden, originale Fenster und Fenstergitter, Dachausbauten | 09283090 |
|                                         | Wohnhaus (mit Hirsch-Apotheke) | Schloßallee 20 (Karte)                                                                           | 1829 | Ein schlichter Barockbau, mit Korbbogenportal, ortsgeschichtlich und baugeschichtlich von Bedeutung, Portal mit Schlussstein, überall neue Fenster | 09283100 |
| Weitere Bilder                          | Rathaus, mit Treppenvorbau, Einfriedung und Hintergebäude | Schloßallee 22 (Karte)                                                                           | Um 1870 | Repräsentativer Gründerzeitbau im Stil der Neorenaissance (Semper-Nicolai-Schule), Einfriedung als Ziergitter, künstlerisch, ortsgeschichtlich und baugeschichtlich von Bedeutung. Hintergebäude stark verändert, aber noch in symmetrischer Hufeisenform. | 09283099 |
| Weitere Bilder                          | Wohnhaus in halboffener Bebauung | Schloßallee 27 (Karte)                                                                           | 1870er Jahre | Gründerzeitgebäude mit Laden, baugeschichtlich von Bedeutung, profilierte Gewände, zum Teil originale Fenster, Dachhäuschen | 09283094 |
|                                         | Wohnhaus mit linkem Anbau und rechtem Erweiterungsbau, in Ecklage zum Käthe-Kollwitz-Platz | Schloßallee 31, 33 (Karte)                                                                       | Um 1830 | Ein Putzbau im Heimatstil mit älterem Kern, platzbildprägend, auch durch seine Arkaden, baugeschichtlich von Bedeutung. Originale Fenster, Tür und Portal, Dachhäuschen, linker Anbau später. Erweiterungsbau zum Käthe-Kollwitz-Platz mit Laden unter Arkade, Walmdach, Putznutungen. | 09283096 |
| Weitere Bilder                          | Wohnhaus mit rechtem Nebengebäude (altes Kellerhaus der Oberschänke) | Schloßallee 37 (Karte)                                                                           | Bezeichnet mit 1725 | Schlichter Barockbau, Obergeschoss Fachwerk verbrettert, ortsgeschichtlich und baugeschichtlich von Bedeutung, Wohnhaus stark erneuert | 09284248 |
| Weitere Bilder                          | Landhaus mit Einfriedung | Schloßallee 37b (Karte)                                                                          | Bezeichnet mit 1928 | Putzbau im Reformstil der Zeit nach 1910, baugeschichtlich von Bedeutung, Mansarddach, halbrunde Veranda mit Reliefs | 09284247 |
| Weitere Bilder                          | Kirche und Friedhof Moritzburg (Sachgesamtheit) | Schloßallee 38 (Karte)                                                                           | Um 1910 | Sachgesamtheit Kirche und Friedhof Moritzburg, mit den Einzeldenkmalen: Kirche mit Treppenanlage und Mauerreste des ehemaligen Weinbergs (09301212), Pfarrhaus (09284246), Denkmal für die Gefallenen des Ersten Weltkrieges (09284272) sowie dem hinter der Kirche liegenden Friedhof mit gärtnerischer Gestaltung (Gartendenkmal), Friedhofshalle (Sachgesamtheitsteil) und den Grabmalen einiger Persönlichkeiten; die Kirche ein Bau im neobarocken Stil mit Anklängen an den Jugendstil, Architekt: Richard Schleinitz, Dresden, ortsgeschichtlich, künstlerisch und baugeschichtlich von Bedeutung. Kirche mit ehemaligem Altarbild der Moritzburger Schlosskapelle der Barockzeit. | 09284245 |
| Weitere Bilder                          | Kirche mit Ausstattung, Treppenanlage mit integriertem Kriegerdenkmal (Kriegerdenkmal siehe 09284272) und Mauerreste des ehemaligen Weinbergs (Einzeldenkmal der Sachgesamtheit 09284245) | Schloßallee 38 (Karte)                                                                           | 1902–1904 (Kirche); 1904 (Orgel); 18. Jahrhundert (Weinbergmauer)                                                                                               | Einzeldenkmal der Sachgesamtheit Kirche und Friedhof Moritzburg; die Kirche ein Bau im neobarocken Stil mit Anklängen an den Jugendstil, Architekt: Richard Schleinitz, Dresden, ortsgeschichtlich, künstlerisch und baugeschichtlich von Bedeutung. Zentralbau in beherrschender Lage, 1902–04 von Richard Schleinitz errichtet. Restaurierung des Äußeren seit 1992. In der Gesamtform an Bährs Dresdner Frauenkirche und an die Moritzburger Schlosskapelle anknüpfend, in der architektonischen Durchbildung teils neubarock, teils Jugendstil. Imposante Schaufront zur Schlossallee mit einer monumentalen Paulusfigur von dem Dresdner Bildhauer Richard Daniel Fabricius über dem Eingang, seitlich Treppentürme. Die Kuppel mit geschweiftem Umriss klingt in wuchtiger Laterne aus. Der Kirchenraum über quadratischem Grundriss, der Altarraum halbrund abgeschlossen. Über dem Gemeinderaum Binnenkuppel auf Pendentifs mit reicher ornamentaler und figuraler Stuckzier, in den Ecken die Symbole der Evangelisten. Im reich geschnitzten Altaraufbau Predellenrelief der Heiligen Nacht von August Herzig sowie zwei Gemälde, die Verklärung Christi von Stefano Cattaneo und die Taube des Hl. Geistes von Johann Fink, beide aus dem Altar der 1672 geweihten Moritzburger Schlosskapelle, seitlich zwei Schnitzfiguren des Petrus und Johannes wohl von August Herzig. Auf der Empore spätromantische Jehmlich-Orgel von 1904 in einem reichen Jugendstil-Gehäuse. Auch die sonstige Ausstattung in Jugendstilformen. Kirche mit ehemaligem Altarbild der Moritzburger Schlosskapelle der Barockzeit (Dehio Sachsen I, 1996). | 09301212 |
|                                         | Denkmal für die Gefallenen des Ersten Weltkrieges vor der Kirche (Einzeldenkmal der Sachgesamtheit 09284245) | Schloßallee 38 (Karte)                                                                           | 1923 | Einzeldenkmal der Sachgesamtheit Kirche und Friedhof Moritzburg; ortsgeschichtlich von Bedeutung, Steintafel mit Inschrift, darüber Kriegerkopf | 09284272 |
|                                         | Pfarrhaus (Einzeldenkmal der Sachgesamtheit 09284245) | Schloßallee 38 (Karte)                                                                           | 1902–1904 | Einzeldenkmal der Sachgesamtheit Kirche und Friedhof Moritzburg; repräsentatives Gebäude im neobarocken Stil mit Anklängen an den Jugendstil, Architekt: Richard Schleinitz, Dresden, künstlerisch und baugeschichtlich von Bedeutung. | 09284246 |
|                                         | Ehemaliger Gasthof Lindengarten mit Saalanbau (heute Vereinshaus und Bibliothek), dazu der Gästegarten mit Linden | Schloßallee 44 (Karte)                                                                           | Ende 19. Jahrhundert | Ortsgeschichtlich und baugeschichtlich von Bedeutung, repräsentativer Gründerzeitbau, ortsbildprägende Lage nahe dem Bahnhof, in Fenstern zum Teil bemaltes Glas | 09284239 |
| Weitere Bilder                          | Einfriedungsmauer entlang der Straße | Schulstraße (Karte)                                                                              | 18. Jahrhundert | Ortsbildprägende Bruchsteinmauer, baugeschichtlich von Bedeutung | 09301095 |
| Weitere Bilder                          | Alte und Neue Schule: Zwei benachbarte Schulgebäude (ohne modernen Zwischenbau) | Schulstraße 3, 5 (Karte)                                                                         | 1854–1855 (Alte Schule); 1890 (Neue Schule) | Die Alte Schule ein Bau der frühen Neogotik, die Neue Schule ein Gründerzeitgebäude, ortsgeschichtlich und baugeschichtlich von Bedeutung. Neugotische Alte Schule mit Inschrift über der Tür „Lernet Weisheit, übet Tugend“, im Erdgeschoss mit Tudorbogenfenstern, Obergeschoss profilierte Fenstergewände. Benachbarte Turnhalle erbaut 1907, kein Denkmal. | 09284268 |
| Weitere Bilder                          | Vermutlich Zollhaus oder Steuereinnehmerhaus mit zwei, miteinander verbundenen Nebengebäuden, dazu Ufermauer des Jägerteichs entlang der Straße und Lindenlaube an der gegenüberliegenden Straßenecke (Einzeldenkmal der Sachgesamtheit 09301072) | Volkersdorfer Straße 25 (Karte)                                                                  | 18. Jahrhundert | Einzeldenkmal der Sachgesamtheit Kulturlandschaft Moritzburg; baugeschichtlich von Bedeutung, Fachwerkbauten, ortsgeschichtlich von Bedeutung, als Wohnhaus des Malers und Illustrators Erik Mailick (1907–1990). Teichmauer, Zollhaus vielleicht auch Pförtnerhäuschen des Tiergeheges. | 09284327 |
|                                         | Mietvilla | Waldstraße 2 (Karte)                                                                             | 1870er Jahre | Gründerzeitbau mit Anklängen an den Schweizerstil, baugeschichtlich von Bedeutung, Putznutungen | 09284235 |
| Weitere Bilder                          | Wohnhaus in offener Bebauung, mit parkähnlichem Garten | Waldstraße 10 (Karte)                                                                            | 1920er Jahre | Baugeschichtlich von Bedeutung, ein Holzbau im Heimatstil, frei stehendes Gebäude, Holzbau, mit Fensterläden | 09284234 |
| Direkt Bild zu diesem Denkmal hochladen | Wohnhaus in offener Bebauung, mit parkähnlichem Garten | Waldstraße 12 (Karte)                                                                            | 1920er Jahre | Baugeschichtlich von Bedeutung, ein Holzbau im Heimatstil, Erdgeschoss massiv, Obergeschoss Holzbau, mit Fensterläden, Dachüberstand | 09284233 |
|                                         | Wohnhaus mit Einfriedung | Weinbergstraße 4 (Karte)                                                                         | Nach 1900 | Im Reformstil der Zeit um 1910, baugeschichtlich von Bedeutung, hoher gebrochener Giebel | 09283087 |
|                                         | Wohnhaus mit Einfriedung | Weinbergstraße 6 (Karte)                                                                         | Nach 1900 | Im Reformstil der Zeit um 1910, baugeschichtlich von Bedeutung, hoher gebrochener Giebel | 09283086 |
| Weitere Bilder                          | Turmholländer | Windmühlenweg 22 (Karte)                                                                         | Um 1800 | Heute Wohnhaus, technikgeschichtlich und ortsgeschichtlich von Bedeutung, lang Jahre Wohnsitz des Malers Karl Timmler (1906–1996) | 09284240 |

### Ehemaliges Denkmal (Moritzburg)
| Bild                                    | Bezeichnung                                                                | Lage                               | Datierung       | Beschreibung | ID       |
| --------------------------------------- | -------------------------------------------------------------------------- | ---------------------------------- | --------------- | --- | -------- |
| Direkt Bild zu diesem Denkmal hochladen | Seitengebäude eines Dreiseithofes, dazu Hofeinfahrt und Reste der Hofmauer | Kötzschenbrodaer Straße 30 (Karte) | 18. Jahrhundert | Ein Fachwerkbau, baugeschichtlich von Bedeutung, Hofeinfahrt mit drei Granitpfeilern. Nach 2016 von der Denkmalliste gestrichen, wahrscheinlich zwischen 2012 und 2016 abgerissen. | 09284307 |

## Auer
| Bild                                    | Bezeichnung | Lage                          | Datierung           | Beschreibung | ID       |
| --------------------------------------- | --- | ----------------------------- | ------------------- | --- | -------- |
| Weitere Bilder                          | Gasthof „Zum Auer“ (nur Hauptbau an der Straße) mit Holzvorbau, Pflasterung und Gästegarten mit großen Bäumen (Gartendenkmal) | Großenhainer Straße 2 (Karte) | Bezeichnet mit 1824 | Ortsgeschichtlich und baugeschichtlich von Bedeutung, markanter Bau aus dem ersten Viertel des 19. Jahrhunderts, bemerkenswerte wandfeste Ausstattung im Gastraum. Im Gastraum hat sich noch eine weitgehend unveränderte Ausstattung aus den 1930er Jahren erhalten. Am überdachten rückwärtigen Ausgang zum Hof findet sich die Datierung 1824. Das hier vorhandene Treppengeländer stammt aus der gleichen Zeit wie das Interieur des Gastraumes. Daneben findet sich noch die Ofenklappe eines alten Backofens. | 09284322 |
| Direkt Bild zu diesem Denkmal hochladen | Gartenhäuschen | Großenhainer Straße 7 (Karte) | Um 1880             | Fertigteilhaus aus Holz, baugeschichtlich von Bedeutung, stand wohl vor dem Bau des Blauen Wunders (Vollendung 1893) in diesem Bereich. | 09284323 |

## Boxdorf
| Bild                                    | Bezeichnung | Lage                       | Datierung                                                                | Beschreibung | ID       |
| --------------------------------------- | --- | -------------------------- | ------------------------------------------------------------------------ | --- | -------- |
| Direkt Bild zu diesem Denkmal hochladen | Dorfeiche mit steinerner Einfassung                                                                                      | Bebelplatz (Karte)         | Gepflanzt 1798                                                           | Ortsgeschichtlich von Bedeutung, ortsbildprägend | 09282585 |
|                                         | Transformatorenturm | Bebelplatz (Karte)         | Um 1920                                                                  | Technikgeschichtlich von Bedeutung | 09282594 |
|                                         | Wohnstallhaus, Seitengebäude (Ausgedingehaus) und Hofmauer mit Pforte eines Bauernhofes                                  | Bebelplatz 17 (Karte)      | Bezeichnet mit 1843                                                      | Wohnstallhaus Obergeschoss Fachwerk, Auszugshaus Massivbau, sozialgeschichtlich und baugeschichtlich von Bedeutung. Durchgang für Personen mit schönem originalen Türblatt. | 09282592 |
|                                         | Erinnerungstafel am Giebel eines Bauernhauses                                                                            | Bebelplatz 23 (Karte)      | 1828                                                                     | Erinnerungstafel an den großen Dorfbrand 1828, ortsgeschichtlich von Bedeutung | 09282593 |
|                                         | Einfriedungsmauer | Dresdner Straße (Karte)    | 18. Jahrhundert                                                          | Ortsbildprägende Bruchsteinmauer, baugeschichtlich von Bedeutung | 09282581 |
| Weitere Bilder                          | Gasthof Baumwiese mit Saalanbau, Holzlaubenbau und Terrasse sowie Einfriedung                                            | Dresdner Straße 2 (Karte)  | Nach 1670                                                                | Ortsgeschichtlich von Bedeutung. Relieftafel mit Baum über dem Hauptportal. Ein neueres Schild mit Aufschrift „Privileg 1679“ könnte Aufschluss über die Gründungszeit des Gasthofes geben. | 09282578 |
|                                         | Wohnhaus mit Einfriedung                                                                                                 | Dresdner Straße 8 (Karte)  | Um 1890                                                                  | Kleines Gründerzeitgebäude, Putzfassade mit Klinkergliederung, Klinkerloggia, baugeschichtlich von Bedeutung | 09282580 |
|                                         | Wohnhaus | Dresdner Straße 24 (Karte) | 1890er Jahre                                                             | Ehemals mit Gaststätte, Gründerzeitbau mit Eckturm, Putzfassade mit Klinkergliederung, ortsgeschichtlich und baugeschichtlich von Bedeutung | 09282601 |
|                                         | Taubenhaus | Hauptstraße 5 (Karte)      | Mitte 19. Jahrhundert                                                    | Seltenes Taubenhaus aus Holz, wirtschaftsgeschichtlich von Bedeutung | 09282589 |
|                                         | Bauernhof mit Wohnstallhaus, winkelförmig angebauter Scheune, Seitengebäude entlang der Straße (Querbau) und Hofeinfahrt | Hauptstraße 6 (Karte)      | Bezeichnet mit 1833                                                      | Landschaftstypischer Bauernhof, wirtschaftsgeschichtlich und baugeschichtlich von Bedeutung | 09282586 |
|                                         | Bauernhof mit Wohnstallhaus, winkelförmig angebauter Scheune und Hofmauer                                                | Hauptstraße 12 (Karte)     | Bezeichnet mit 1855                                                      | Wohnstallhaus Putzbau mit Zwillingsfenster im Giebel, wirtschaftsgeschichtlich und baugeschichtlich von Bedeutung, stark umgebaut | 09282588 |
|                                         | Bauernhof mit Seitengebäude (Ausgedingehaus), Scheune und Stallgebäude                                                   | Hauptstraße 22 (Karte)     | Nach 1828                                                                | Landschaftstypische Massivbauten, wirtschaftsgeschichtlich und sozialgeschichtlich von Bedeutung | 09282598 |
|                                         | Wohnstallhaus und Scheune eines Bauernhofes sowie separater Keller                                                       | Hauptstraße 27 (Karte)     | Bezeichnet mit 1828 (Wohnstallhaus); 1. Hälfte 19. Jahrhundert (Scheune) | Putzbauten, Wohnstallhaus mit Korbbogenportal, wirtschaftsgeschichtlich und baugeschichtlich von Bedeutung | 09282595 |
|                                         | Hofmauer mit Pforte eines Bauernhofes                                                                                    | Hauptstraße 29 (Karte)     | Nach 1828                                                                | Mauer aus Bruchsteinen, Rundbogenpforte, ortsbildprägend von Bedeutung | 09282596 |
| Weitere Bilder                          | Zollhaus mit winkelförmig angebautem Nebengebäude und Scheune                                                            | Schulstraße 1 (Karte)      | 1781 Dendro, im Kern wohl älter                                          | Zollhaus mit Fachwerkobergeschoss, verputzt, verkehrsgeschichtlich und baugeschichtlich von Bedeutung, ortsbildprägende Lage | 09282600 |
|                                         | Wohnhaus | Schulstraße 7 (Karte)      | 1920er Jahre                                                             | Baugeschichtlich von Bedeutung, mit Anklängen an den Art-déco-Stil, verschiedene Gurtgesimse, Putzdekor | 09282602 |
|                                         | Wohnhaus | Schulstraße 10 (Karte)     | Nach 1828                                                                | Schlichter Putzbau mit Zwillingsfenster im Giebel, baugeschichtlich von Bedeutung, ein ländlicher Wohnbau | 09282603 |
| Weitere Bilder                          | Schule (ohne mittleren Hofanbau)                                                                                         | Schulstraße 27 (Karte)     | Bezeichnet mit 1881 (Schule); 1907 (Eingangsvorbau)                      | Repräsentatives Schulgebäude, betont durch Eingangsvorbau mit Uhrturm, ortsgeschichtlich und baugeschichtlich von Bedeutung. 1907 vom Kötzschenbrodaer Architekten Rudolph entworfen, mit Ornamtentschmuck und schmiedeeisernem Treppengeländer. | 09282584 |
|                                         | Winzerhaus | Weinbergstraße 7 (Karte)   | 17. Jahrhundert                                                          | Malerischer Fachwerkbau mit K-Streben und Erkern, ortsgeschichtlich und baugeschichtlich von Bedeutung, hohes steiles Walmdach. Originale Haustür, Fenster teilweise verändert, mit offenen Lauben und Erker. | 09282582 |
| Weitere Bilder                          | Turmholländer (Boxdorfer Windmühle)                                                                                      | Windmühlenweg (Karte)      | Bezeichnet mit 1849                                                      | Boxdorfer Windmühle, heute Aussichtsturm mit massiver steinerner Aussichtsplattform, baugeschichtlich und technikgeschichtlich von Bedeutung. Windmühlenturm bezeichnet mit 1849 im Schlussstein, 1839 Standort einer Bockwindmühle, bis 1887 in Betrieb, 1904 mit Zinnen verzierter steinerner Aufbau errichtet, 1992 Rekonstruktion, danach Aussichtsturm, Museum und Müllerstube, 2005 Innen- und Außensanierung. Oberster Abschluss ist ein Zinnenkranz, Dach und Flügel fehlen, Mühle steht auf dem Gelände des Grundstücks Kleiner Gallberg 1. | 09282583 |

## Friedewald
| Bild                                    | Bezeichnung | Lage | Datierung                                                                   | Beschreibung | ID       |
| --------------------------------------- | --- | --- | --------------------------------------------------------------------------- | --- | -------- |
|                                         | Sachgesamtheitsbestandteil im Ortsteil Friedewald der Sachgesamtheit Schmalspurbahn Radebeul–Radeburg (Lößnitzgrundbahn)                                    | (Gemarkung Bucholz, Flurstücke 105, 106, 107, 108; Gemarkung Dippelsdorf, Flurstücke 405/1, 405/2, 459; Am Bahnhof 1; Friedewaldstraße) (Karte) | 1883–1884                                                                   | Sachgesamtheitsbestandteil der Sachgesamtheit Schmalspurbahn Radebeul–Radeburg mit den Einzeldenkmalen: Bahnhof Friedewald Bad, ehemals Bahnhof Dippelsdorf (ID-Nr. 09284910), Haltepunkt Friedewald, ehemals Haltepunkt Buchholz (ID-Nr. 09284916) und den Sachgesamtheitsteilen, wie dem 1902 eingerichteten Kreuzungsgleis am Bahnhof Friedewald mit erneuerten Weichen, der Schmalspurbahntrasse, den Durchlässe (darunter gemauerte Bögen), Teilen der Stützmauer und der Fernmelde-Freileitung; verkehrsgeschichtlich und technikgeschichtlich von Bedeutung | 09301069 |
| Weitere Bilder                          | Empfangsgebäude des Bahnhofs Friedewald Bad (mit Bahnhofsuhr), angebauter Wartehalle sowie Bahnsteigbeleuchtung (Einzeldenkmal der Sachgesamtheit 09301069) | Am Bahnhof 1 (Karte) | 1883/1884                                                                   | Einzeldenkmale der Sachgesamtheit Schmalspurbahn Radebeul–Radeburg; alte Ortslage Dippelsdorf, das Empfangsgebäude ein gründerzeitlicher Ziegelbau, eisenbahngeschichtlich, technik- und baugeschichtlich von Bedeutung. Ortsteil Dippelsdorf, 1940 mit Buchholz zum Ort Friedewald zusammengeschlossen. | 09284910 |
| Weitere Bilder                          | Torpfeiler der Hofeinfahrt eines Bauernhofes | Dorfstraße 4 (Karte) | 2. Hälfte 19. Jahrhundert                                                   | Alte Ortslage Dippelsdorf, mit ornamentaler Kämpferplatte, kulturhistorisch von Bedeutung, Wohnhaus bezeichnet mit 1878 | 09284911 |
| Weitere Bilder                          | Dreiseithof mit Wohnstallhaus, Scheune, Seitengebäude und Hofmauer                                                                                          | Dorfstraße 7 (Karte) | 1. Hälfte 19. Jahrhundert                                                   | Alte Ortslage Dippelsdorf, wirtschaftsgeschichtlich und baugeschichtlich von Bedeutung, ortsbildprägend | 09284912 |
|                                         | Villa mit Einfriedung | Eduard-Bilz-Straße 15 (Karte) | Ende 19. Jahrhundert                                                        | Baugeschichtlich von Bedeutung, ein Gründerzeitbau mit Fachwerkgiebel, Holzveranda, Holzbalkon und Zierfachwerk | 09284936 |
|                                         | Villa | Eduard-Bilz-Straße 27 (Karte) | Ende 19. Jahrhundert                                                        | Baugeschichtlich von Bedeutung, ein Gründerzeitbau mit Fachwerkerker und farbigem Bleiglasfenster | 09284922 |
| Weitere Bilder                          | Villa | Eduard-Bilz-Straße 28 (Karte) | Ende 19. Jahrhundert                                                        | Baugeschichtlich von Bedeutung, ein Gründerzeitbau mit Fachwerkerker und Holzbalkon, Zierfachwerk, Eckerker | 09284921 |
|                                         | Villa mit Einfriedung | Eduard-Bilz-Straße 38 (Karte) | Ende 19. Jahrhundert                                                        | Baugeschichtlich von Bedeutung, ein Gründerzeitbau mit Gesprengegiebel und Holzveranda, Klinkergliederung, Bruchsteinsockel | 09284915 |
| Weitere Bilder                          | Wartehalle (Holz) und Bahnsteigbeleuchtung des Haltepunktes Friedewald (Einzeldenkmal der Sachgesamtheit 09301069)                                          | Friedewaldstraße (Karte) | Ursprung um 1895                                                            | Einzeldenkmal der Sachgesamtheit Schmalspurbahn Radebeul–Radeburg; verkehrs- und technikgeschichtlich von Bedeutung | 09284916 |
| Direkt Bild zu diesem Denkmal hochladen | Villa mit Gartenpavillon und Einfriedung | Goethestraße 1 (Karte) | Um 1908                                                                     | Städtebaulich und baugeschichtlich von Bedeutung, ein Haus im Reformstil der Zeit um 1910, Villa mit Säulenstellungen, Gartenpavillon (4 Säulen) an Gartenecke, Bruchsteinsockel | 09284931 |
|                                         | Mietvilla mit Einfriedung | Goethestraße 6 (Karte) | Um 1900                                                                     | Baugeschichtlich von Bedeutung, ein Gründerzeitbau mit Verandenvorbau, Balkons, Seitenausgang mit Säulenstellungen | 09284932 |
| Weitere Bilder                          | Wohnhaus in offener Bebauung mit Einfriedung | Gommlichstraße 7 (Karte) | Ende 19. Jahrhundert                                                        | Im Landhausstil, baugeschichtlich von Bedeutung, Dachgaupen, zum Teil Fensterläden | 09284939 |
| Weitere Bilder                          | Einfriedungsmauern zu beiden Seiten der Straße, am nordwestlichen Ortsausgang und am südöstlichen Ortsausgang, hier auch als Begrenzung des Jämmchen-Teichs | Großenhainer Straße (Karte) | 19. Jahrhundert                                                             | Alte Ortslage Dippelsdorf, ortsgeschichtlich von Bedeutung, ortsbildprägende Bruchsteinmauern | 09284908 |
|                                         | Wohnstallhaus eines Bauernhofes mit Hofeinfahrt | Großenhainer Straße 41 (Karte) | Anfang 19. Jahrhundert                                                      | Alte Ortslage Dippelsdorf, verputzter Fachwerkbau, ortsbildprägend, baugeschichtlich von Bedeutung | 09284907 |
|                                         | Wohnstallhaus, Scheune und Hofeinfahrt eines Dreiseithofes                                                                                                  | Großenhainer Straße 43 (Karte) | Bezeichnet mit 1809 (Wohnstallhaus); bezeichnet mit 1926 (Scheune)          | Alte Ortslage Dippelsdorf, Wohnstallhaus Obergeschoss Fachwerk, Zeugnis bäuerlicher Lebens- und Wirtschaftsweise vergangener Zeiten, ortsbildprägend, wirtschaftsgeschichtlich und baugeschichtlich von Bedeutung. Seitengebäude mit Stallanbau vor 2011 abgebrochen. | 09284906 |
|                                         | Seitengebäude (Wohnstallhaus), Scheune, Hofeinfahrt und Hofmauer eines Bauernhofes                                                                          | Großenhainer Straße 45 (Karte) | Nach 1874                                                                   | Alte Ortslage Dippelsdorf, wirtschaftsgeschichtlich und baugeschichtlich von Bedeutung, ortsbildprägend, Hofeinfahrt aus drei Granitpfeilern. Das Haupthaus (auch ein Wohnstallhaus) baulich stark verändert, daher kein Denkmal. | 09284905 |
|                                         | Wohnstallhaus und winkelförmig angebaute Scheune eines Zweiseithofes                                                                                        | Großenhainer Straße 47 (Karte) | Bezeichnet mit 1874                                                         | Alte Ortslage Dippelsdorf, Wohnstallhaus mit hübschem Zwillingsfenster im Giebel, wirtschaftsgeschichtlich und baugeschichtlich von Bedeutung, ortsbildprägend. | 09284904 |
| Weitere Bilder                          | Wohnstallhaus, Scheune und Seitengebäude eines Dreiseithofes                                                                                                | Großenhainer Straße 49 (Karte) | Bezeichnet mit 1874 (Wohnstallhaus); Anfang 19. Jahrhundert (Seitengebäude) | Alte Ortslage Dippelsdorf, geschlossen erhaltener Bauernhof, zum Teil Fachwerkbauten, Zeugnis bäuerlicher Lebens- und Wirtschaftsweise vergangener Zeiten, baugeschichtlich und wirtschaftsgeschichtlich von Bedeutung, Seitengebäude mit originalen Fenstern. Das zwischen Seitengebäude und Scheune liegende kleine Stallgebäude mittlerweile abgerissen (2007). | 09284903 |
|                                         | Gedenkstein | Großenhainer Straße 55 (gegenüber) (Karte) | Nach 1909                                                                   | Alte Ortslage Dippelsdorf, Erinnerungsstein für den Gemeindevorstand Karl Reiche zum Amtsjubiläum 1884–1909, ortsgeschichtlich von Bedeutung | 09284902 |
| Weitere Bilder                          | Gasthof (ehemals mit Saalanbau) | Großenhainer Straße 63 (Karte) | Bezeichnet mit 1905                                                         | Alte Ortslage Dippelsdorf, ortsgeschichtlich und baugeschichtlich von Bedeutung, stattliches Gründerzeitgebäude, zum großen Teil originale Fenster. Ehemals denkmalgeschützter Saalanbau zwischen 2008 und 2011 abgerissen. | 09284901 |
|                                         | Villa | Heinrich-Heine-Straße 3 (Karte) | Um 1900                                                                     | Gründerzeitbau mit wertvollem Innern, baugeschichtlich von Bedeutung, Oberlichter aus farbigem Glas | 09284938 |
| Weitere Bilder                          | Villa „Trautes Heim“ mit Einfriedung (darin Torbogen und Eingangspforte)                                                                                    | Heinrich-Heine-Straße 4 (Karte) | Um 1900                                                                     | Gründerzeitbau mit Holzbalkonen und Fachwerkgiebel, baugeschichtlich von Bedeutung, Zierfachwerk, Holzbalkons | 09284937 |
|                                         | Wohnhaus | Heinrich-Heine-Straße 21 (Karte) | Ende 19. Jahrhundert                                                        | Gründerzeitbau mit Holzveranda und Fachwerkgiebel, baugeschichtlich von Bedeutung, Zierfachwerk, hölzerne Balkons | 09284934 |
|                                         | Wegestein | Heinrichstraße 2 (bei) (Karte) | Um 1890                                                                     | Verkehrshistorisch von Bedeutung. Material Sandstein, ca. 1 m hoch, quadratische Form mit Seitenlänge von je etwa 0,25 m, steht auf einem ca. 30 cm hohen Betonsockel, an den Kanten mit weißer Farbe senkrecht markiert, unmittelbar am Wanderweg von Radebeul nach Moritzburg, der über das Gelände des Gasthofes Buchholz führt, Inschriften auf der Vorderseite „Moritzburg“ und „Lößnitz Gr.“, darunter ein Posthorn und traubenartiger Zierrat. | 09284933 |
| Weitere Bilder                          | Denkmal für die Gefallenen des Ersten Weltkrieges der Gemeinde Dippelsdorf                                                                                  | Kötzschenbrodaer Straße (Karte) | Nach 1918                                                                   | Ortshistorisch von Bedeutung. Zwei ungeformte Steine mit Inschrift, von einer kleinen Anlage mit Bäumen und Hecken eingefasst (Dippelsdorf hat sich 1940 mit Buchholz zum Ort Friedewald zusammengeschlossen). | 09284968 |
| Direkt Bild zu diesem Denkmal hochladen | Villa mit parkähnlichem Garten | Kötzschenbrodaer Straße 9 (Karte) | 1911                                                                        | Baugeschichtlich von Bedeutung, ein Bau im Reformstil der Zeit zum 1910, Anlehnung an den englischen Landhausstil, Neuklassizismus des letzten Jahrhunderts, Säulenportikus | 09284930 |
| Weitere Bilder                          | Wohnstallhaus, Scheune und Seitengebäude eines Bauernhofs, mit Hofmauer                                                                                     | Kötzschenbrodaer Straße 47 (Karte) | Bezeichnet mit 1861                                                         | Alte Ortslage Dippelsdorf, Seitengebäude Obergeschoss Fachwerk verbrettert, wirtschaftsgeschichtlich und baugeschichtlich von Bedeutung, ortsbildprägend, Hofmauer Bruchstein, zum Teil verputzt | 09284900 |
| Direkt Bild zu diesem Denkmal hochladen | Villa Waldeck mit Einfriedung | Kurhausstraße 9 (Karte) | Ende 19. Jahrhundert                                                        | Gründerzeitgebäude mit Ecktürmchen, baugeschichtlich von Bedeutung, Eckturm, am Haus hölzernes Eingangshäuschen mit farbigem Glas | 09284927 |
| Direkt Bild zu diesem Denkmal hochladen | Mietvilla und Hinterhaus | Kurhausstraße 18 (Karte) | Um 1900                                                                     | Gründerzeitbau mit Fachwerkgiebel und Altanvorbau, baugeschichtlich von Bedeutung, Mittelrisalit mit Giebel (Zierfachwerk) | 09284928 |
| Direkt Bild zu diesem Denkmal hochladen | Villa mit Einfriedung (Stützmauer) und Torbogen | Prof.-von-Finck-Straße 4 (Karte) | 1890er Jahre                                                                | Repräsentativer Gründerzeitbau, Putzfassade mit Klinkergliederung und Fachwerkelementen, baugeschichtlich von Bedeutung, Zierfachwerk | 09284925 |
| Direkt Bild zu diesem Denkmal hochladen | Mietvilla | Prof.-von-Finck-Straße 6 (Karte) | Ende 19. Jahrhundert                                                        | Gründerzeitbau mit Fachwerkgiebel und Holzveranda, baugeschichtlich von Bedeutung, Balkons, originale Eingangstür | 09284924 |
| Direkt Bild zu diesem Denkmal hochladen | Wohnhaus | Prof.-von-Finck-Straße 9 (Karte) | 1920er Jahre                                                                | Baugeschichtlich von Bedeutung, Einfamilienhaus im Heimatstil, Fensterläden, originale Fenster | 09284926 |
| Direkt Bild zu diesem Denkmal hochladen | Gartenpavillon | Prof.-von-Finck-Straße 16 (Karte) | Um 1900                                                                     | Baugeschichtlich von Bedeutung | 09284917 |
| Direkt Bild zu diesem Denkmal hochladen | Villa mit Einfriedung | Prof.-von-Finck-Straße 23 (Karte) | Um 1905                                                                     | Ein Bau mit Anklängen an den Jugendstil, baugeschichtlich von Bedeutung, polygonaler Verandavorbau, originale Fenster und Türen | 09284923 |
|                                         | Mietvilla mit Einfriedung | Sachsenallee 7 (Karte) | Um 1904                                                                     | Gründerzeitgebäude, Putzbau mit Fachwerkelementen, baugeschichtlich von Bedeutung | 09284940 |

### Ehemaliges Denkmal (Friedewald)
| Bild                                    | Bezeichnung                   | Lage                     | Datierung            | Beschreibung                                                                                              | ID       |
| --------------------------------------- | ----------------------------- | ------------------------ | -------------------- | --- | -------- |
| Direkt Bild zu diesem Denkmal hochladen | Stützmauer entlang der Straße | Friedewaldstraße (Karte) | Ende 19. Jahrhundert | Aus Bruchstein, ortshistorisch von Bedeutung, ortsbildprägend. Nach 2016 von der Denkmalliste gestrichen. | 09284920 |

## Reichenberg
| Bild                                    | Bezeichnung | Lage                                                    | Datierung | Beschreibung | ID       |
| --------------------------------------- | --- | ------------------------------------------------------- | --- | --- | -------- |
|                                         | Sachgesamtheitsbestandteil im Ortsteil Reichenberg der Sachgesamtheit Schmalspurbahn Radebeul–Radeburg (Lößnitzgrundbahn) | (Flurstücke 1517, 1518, 1519, 1521, 1523/1) (Karte)     | 1883–1884 | Sachgesamtheitsbestandteil der Sachgesamtheit Schmalspurbahn Radebeul–Radeburg mit den Einzeldenkmalen: Haltepunkt Lößnitzgrund (ID-Nr. 08950885, Lößnitzgrundstraße), Dippelsdorfer Damm (ID-Nr. 09284500) und Einbogenbrücke im Lößnitzgrund (ID-Nr. 09284919) sowie den Sachgesamtheitsteilen: Trasse der Schmalspurbahn, Durchlässe (darunter gemauerte Bögen) und Teile der Stützmauer; verkehrs- und technikgeschichtlich von Bedeutung  | 09301070 |
|                                         | Eisenbahndamm durch den Dippelsdorfer Teich, mit drei Brücken (Einzeldenkmal der Sachgesamtheit 09301070)                 | (Flurstück 1523/1) (Karte)                              | 1883/1884 | Einzeldenkmal der Sachgesamtheit Schmalspurbahn Radebeul–Radeburg; 210 Meter langer Damm durch den Dippelsdorfer Teich, verkehrs- und technikgeschichtlich von Bedeutung | 09284500 |
| Weitere Bilder                          | Einbogenbrücke der Schmalspurbahn Radebeul–Radeberg über die Lößnitz (Einzeldenkmal der Sachgesamtheit 09301070)          | (Flurstück 1518) (Karte)                                | 1884 | Einzeldenkmal der Sachgesamtheit Schmalspurbahn Radebeul–Radeburg; verkehrsgeschichtlich von Bedeutung, Bruchsteinbrücke | 09284919 |
| Direkt Bild zu diesem Denkmal hochladen | Jagdforst (Einzeldenkmal der Sachgesamtheit 09301072)                                                                     | (Flurstücke 719, 720, 733, 734, 749, 749a, 761) (Karte) | 15. Jahrhundert–19. Jahrhundert | Sachgesamtheitsbestandteil der Sachgesamtheit Kulturlandschaft Moritzburg, im Gemeindegebiet Moritzburg, Ortsteil Reichenberg, mit folgendem Sachgesamtheitsteil; geschichtlich, wissenschaftlich, forst- und jagdgeschichtlich, landschaftsgestaltend und ortsgeschichtlich von Bedeutung, Teil der Kulturlandschaft Moritzburg (eine der bedeutendsten barocken Jagdpark und -schlossanlage Deutschlands)                                    | 09302903 |
| Weitere Bilder                          | Wohnhaus mit seitlichem Anbau, sowie Einfriedungs- und Stützmauer entlang der Straße (Haus Berghütte)                     | Am Brand 4 (Karte)                                      | Um 1900 | Baugeschichtlich von Bedeutung, ein Bau mit Jugendstilanklängen, Klinkerblendornamentik, dekorative Fenstergewände | 09284955 |
| Weitere Bilder                          | Kirche mit Kirchenausstattung, Kirchhof mit Einfriedungsmauer und einigen alten Grabmalen                                 | August-Bebel-Straße (Karte)                             | Bezeichnet mit 1513, im Kern älter (Kirche); bezeichnet mit 1620 (Kirchenausstattung); 18. Jahrhundert (Altar); 1760, aus der Kirche in Trachenau bei Borna (Orgel); bezeichnet mit 1917 (Kirchenfenster) | Städtebaulich, baugeschichtlich, künstlerisch und ortsgeschichtlich von Bedeutung, ortsbildprägend, ein spätgotischer Kirchenbau, Kirchhofsmauer in Bruchstein. Saalkirche romanischen Ursprungs, Neubau des Chores und der Sakristei 1513/14 (bezeichnet an Chorfenstern). Umbauten 1729–35, Anbau des nördlichen Seitenschiffes Ende 19. Jahrhundert.                                                                                        | 09284956 |
|                                         | Denkmal für die im Ersten Weltkrieg Gefallenen                                                                            | August-Bebel-Straße (Karte)                             | Nach 1918 | Ortsgeschichtlich von Bedeutung | 09284957 |
| Weitere Bilder                          | Transformatorenhaus | August-Bebel-Straße (Karte)                             | Um 1910 | Technikhistorisch von Bedeutung, verjüngt sich nach oben | 09284971 |
|                                         | Auszugshaus (Wohnstallhaus), Scheune, Hofeinfahrt und Hofmauer eines Dreiseithofes                                        | August-Bebel-Straße 11 (Karte)                          | 1. Hälfte 19. Jahrhundert | Wirtschaftsgeschichtlich und baugeschichtlich von Bedeutung, das Seitengebäude ein Fachwerkbau, Hofeinfahrt mit Granitpfeilern | 09284977 |
|                                         | Seitengebäude eines Bauernhofs                                                                                            | August-Bebel-Straße 21 (Karte)                          | 1. Hälfte 19. Jahrhundert | Baugeschichtlich von Bedeutung, Obergeschoss in Fachwerk | 09284976 |
|                                         | Gemeindeamt | August-Bebel-Straße 43 (Karte)                          | Um 1915 | Rathausgebäude im Reformstil der Zeit um 1910, ortsgeschichtlich und baugeschichtlich von Bedeutung. Putzornamentik, vorgezogene Mitte. | 09284974 |
|                                         | Ehemalige Brauerei mit Terrassenvorbau                                                                                    | August-Bebel-Straße 50 (Karte)                          | Ende 19. Jahrhundert | Ortsgeschichtlich von Bedeutung, flaches Walmdach, Terrassenvorbau, Bruchsteinmauer | 09284979 |
| Weitere Bilder                          | Putzbild am Gasthof | August-Bebel-Straße 51 (Karte)                          | 1950er Jahre | Putzbild von Hermann Glöckner (1889–1987), künstlerisch von Bedeutung | 09284948 |
|                                         | Schule | August-Bebel-Straße 65 (Karte)                          | 1892 | Ein Gründerzeitbau mit betontem Haupteingang, ortshistorisch und baugeschichtlich von Bedeutung, Bruchsteinsockel, Portal mit Inschrift über der Tür „Gott zur Ehre, der Jugend zur Lehre“ | 09284958 |
|                                         | Pfarr- und Gemeindehaus, mit Einfriedungsmauer um den Pfarrhof                                                            | August-Bebel-Straße 67 (Karte)                          | 1. Hälfte 19. Jahrhundert | Ortsgeschichtlich und baugeschichtlich von Bedeutung, ein Fachwerkbau, 1913 im Heimatstil umgebaut, Pfarrhaus selbst kein Denkmal, Bruchsteinmauer um den Pfarrhof | 09284959 |
|                                         | Wohnstallhaus eines Bauernhofes                                                                                           | August-Bebel-Straße 73a (Karte)                         | Bezeichnet mit 1864 | Zeit- und landschaftstypischer Putzbau, baugeschichtlich von Bedeutung | 09284961 |
|                                         | Wohnstallhaus eines Bauernhofes                                                                                           | August-Bebel-Straße 74 (Karte)                          | Bezeichnet mit 1868 | Zeit- und landschaftstypischer Putzbau, baugeschichtlich von Bedeutung | 09284965 |
|                                         | Wohnhausteil eines Bauernhofes                                                                                            | August-Bebel-Straße 79 (Karte)                          | Um 1850 | Obergeschoss Fachwerk, baugeschichtlich von Bedeutung, nachträglich angefügter Eingangsvorbau, Einfriedungsmauer (Bruchstein) zur Straße, gehört zu Haus Nummer 79a (kein Denkmal) | 09284964 |
|                                         | Allee nach Moritzburg (Gartendenkmal)                                                                                     | Dresdner Straße (Karte)                                 | Angelegt 1. Hälfte 18. Jahrhundert | Landschaftsgestaltend von Bedeutung, Anfang der geraden Verbindungsachse zwischen Dresden und Moritzburg, in Fortsetzung der Moritzburger Schlossallee, Plan im Barock entstanden. Gemarkung Reichenberg und Gemarkung Moritzburg, Schloßallee (ID-Nr. 09301097). | 09284982 |
|                                         | Scheune eines Bauernhofes                                                                                                 | Großenhainer Straße 5 (Karte)                           | 2. Hälfte 19. Jahrhundert | Zum Teil verbrettert, baugeschichtlich und wirtschaftsgeschichtlich von Bedeutung, oben verbrettert, Dachreiter, große Holztore, kleine Fenster, um 2010 Solaranlage auf dem Dach angebracht | 09284966 |
| Weitere Bilder                          | Ehemalige Turnhalle | Großenhainer Straße 7c (hinter) (Karte)                 | 1910er Jahre | Ein Bau im Reformstil der Zeit um 1910, baugeschichtlich von Bedeutung, breitgelagerter Baukörper mit Steildach, Dachreiter, Lisenengliederung | 09284967 |
|                                         | Ehemalige Schmiede, heute Wohnhaus                                                                                        | Großenhainer Straße 29 (Karte)                          | Bezeichnet mit 1813 | Schlichter, barock wirkender Bau mit Korbbogenportal und Mansarddach, ortsgeschichtlich und baugeschichtlich von Bedeutung, bezeichnet mit 1813 im Korbbogenportal | 09284960 |
| Direkt Bild zu diesem Denkmal hochladen | Ehemalige Wegekapelle, zum Wohnhaus umgebaut                                                                              | Großenhainer Straße 32 (Karte)                          | Im Kern spätmittelalterlich | Hausgeschichtlich, ortsgeschichtlich und bauhistorisch von Bedeutung | 09284980 |
| Weitere Bilder                          | Haltepunkt Lößnitzgrund (Einzeldenkmal der Sachgesamtheit 09301070)                                                       | Lößnitzgrundstraße (Karte)                              | 1897 | Einzeldenkmal der Sachgesamtheit Schmalspurbahn Radebeul–Radeburg; hölzerne streckentypische Wartehalle, verkehrs- und technikgeschichtlich von Bedeutung. Eine Wartehalle in verbretterter Fachwerkkonstruktion sowie benachbarte technische Anlagen. Um 1912 durch die Königlich Sächsische Staatseisenbahnverwaltung errichtet (aus Denkmaltopographie Stadt Radebeul 2007). Bahnsteigbeleuchtung, Wasserpumpe und Bänke: Abbruch vor 2004. | 08950885 |
| Weitere Bilder                          | Villa mit Stützmauer entlang der Straße                                                                                   | Lößnitzgrundstraße 97 (Karte)                           | Ende 19. Jahrhundert | Baugeschichtlich von Bedeutung, ein Gründerzeitbau mit Holzbalkon im Schweizerstil | 09284946 |
| Weitere Bilder                          | Villa mit Stützmauer entlang der Straße                                                                                   | Lößnitzgrundstraße 99 (Karte)                           | Ende 19. Jahrhundert | Baugeschichtlich von Bedeutung, ein Gründerzeitbau mit Holzbalkon im Schweizerstil, Holzbalkons, Fensterläden | 09284945 |
| Weitere Bilder                          | Villa mit Stützmauer entlang der Straße                                                                                   | Lößnitzgrundstraße 101 (Karte)                          | Ende 19. Jahrhundert | Baugeschichtlich von Bedeutung, repräsentativer Gründerzeitbau im Schweizerstil, mit Holzbalkons, Sparrengiebel und Turm, Holzbalkons und Fensterläden | 09284944 |
| Weitere Bilder                          | Villa mit Stützmauer entlang der Straße                                                                                   | Lößnitzgrundstraße 103 (Karte)                          | Ende 19. Jahrhundert | Baugeschichtlich von Bedeutung, aufwendiger Gründerzeitbau mit Holzgalerien im Schweizerstil, Holzbalkons, Fensterläden, heute Hotel | 09284943 |
| Weitere Bilder                          | Villa mit Stützmauer entlang der Straße                                                                                   | Lößnitzgrundstraße 107 (Karte)                          | Ende 19. Jahrhundert | Baugeschichtlich von Bedeutung, ein Gründerzeitbau im Schweizerstil, mit Fachwerkerker | 09284947 |
| Weitere Bilder                          | Villa mit Einfriedung | Lößnitzgrundstraße 117 (Karte)                          | Ende 19. Jahrhundert | Baugeschichtlich von Bedeutung, ein Gründerzeitbau mit Holzbalkon im Schweizerstil. Die zum Anwesen gehörende hölzerne Gartenlaube wurde abgebrochen und durch einen Neubau ersetzt (Stand 2017). | 09284951 |
| Direkt Bild zu diesem Denkmal hochladen | Wohnhaus in offener Bebauung                                                                                              | Lößnitzgrundstraße 125 (Karte)                          | 1937 | Als Wochenendhaus errichtet, seit 1941 zum dauernden Wohnen zugelassen, ein traditioneller Bau der 1930er Jahre im für diese Zeit eher untypischen „Schweizerhausstil“ mit breitem, flachem Dreiecksgiebel, deshalb mit Seltenheitswert, abgesehen davon baugeschichtlich von Bedeutung | 09284942 |
| Direkt Bild zu diesem Denkmal hochladen | Villa mit Einfriedung | Lößnitzgrundstraße 126 (Karte)                          | Ende 19. Jahrhundert | Baugeschichtlich von Bedeutung, ein Gründerzeitbau mit umlaufendem Holzbalkon im Schweizerstil. Originale Fensterläden, originale Farbgebung, glatter Putz. | 09284950 |
| Weitere Bilder                          | Wohnhaus mit parkähnlichem Garten                                                                                         | Lößnitzgrundstraße 127 (Karte)                          | Um 1900 | Baugeschichtlich von Bedeutung, Fachwerkgebäude, villenartiger Gründerzeitbau mit Anklängen an den Schweizerstil, ehemals als Sommerhaus genutzt | 09284952 |
| Weitere Bilder                          | Wohnhaus | Lößnitzgrundstraße 132 (Karte)                          | Anfang 19. Jahrhundert | Schlichter Putzbau, baugeschichtlich von Bedeutung, ohne Anbau an der Straße | 09284954 |
| Weitere Bilder                          | Seitengebäude (vorderer Teil) eines Bauernhofes und Hofmauer                                                              | Volkersdorfer Straße 49 (Karte)                         | 2. Hälfte 19. Jahrhundert | Eingeschossiger Putzbau mit Drillingsfenster im Giebel, baugeschichtlich von Bedeutung, Bruchsteinmauer | 09284970 |

## Steinbach
| Bild                                    | Bezeichnung | Lage                                  | Datierung | Beschreibung | ID       |
| --------------------------------------- | --- | ------------------------------------- | --- | --- | -------- |
| Weitere Bilder                          | Alte Försterei, jetzt Wohnhaus | Amtsgasse 3 (Karte)                   | 17. Jahrhundert | Sozialgeschichtlich und baugeschichtlich von Bedeutung, ein Fachwerkbau | 09284433 |
| Weitere Bilder                          | Transformatorenhäuschen am Dorfteich, mit Einfriedungsmauer | Dorfstraße (Karte)                    | Um 1920 | Technikgeschichtlich von Bedeutung, ortsbildprägende Bruchsteinmauer als Einfriedung | 09284434 |
| Weitere Bilder                          | Bauernhof mit Wohnhaus (mit winkelförmigem Stallanbau, ohne Nr. 8a), Scheune, Auszugshaus mit Nebengebäude, Hofpflasterung, Hofeinfahrt, Pferdetränke und Hofmauer | Dorfstraße 8, 8a (Karte)              | Um 1800 (Auszugshaus); 2. Hälfte 19. Jahrhundert (Scheune); 2. Hälfte 19. Jahrhundert (Scheune)                                                | Zeugnis bäuerlicher Lebens- und Wirtschaftsweise vergangener Zeiten, teilweise Fachwerkbauten, sozialgeschichtlich und baugeschichtlich von Bedeutung, Auszugshaus Fachwerk, Hofpflaster Granit | 09284435 |
| Weitere Bilder                          | Bauernhof mit Wohnstallhaus, Scheune und Hofeinfahrt (mit Relieftafel) sowie Reste der Hofmauer                                                                    | Dorfstraße 18 (Karte)                 | 1. Hälfte 19. Jahrhundert (Wohnstallhaus); bezeichnet mit 1848 (Toreinfahrt); bezeichnet mit 1902 (Scheune)                                    | Wirtschaftsgeschichtlich und baugeschichtlich von Bedeutung, die Torpfeiler mit Relieftafel, darauf Inschrift und Datierung 1848 Auszugshaus nahe der Scheune inzwischen (2007) abgebrochen. | 09284436 |
|                                         | Hofmauern zur Straße | Dorfstraße 28, 30, 36, 45, 47 (Karte) | 18. Jahrhundert | Aus Bruchstein, ortsbildprägend von Bedeutung | 09284439 |
| Weitere Bilder                          | Wohnstallhaus (Nr. 34), Scheune (Nr. 32) und Hofmauer eines Vierseithofes                                                                                          | Dorfstraße 32, 34 (Karte)             | 1. Hälfte 19. Jahrhundert (Wohnstallhaus); bezeichnet mit 1889 (Scheune)                                                                       | Baugeschichtlich von Bedeutung, bildet Vierseithof mit Nummer 30 | 09284438 |
|                                         | Trockenturm | Dorfstraße 44 (Karte)                 | 1. Hälfte 20. Jahrhundert | Hölzerner Turm, ortsbildprägend und ortsgeschichtlich von Bedeutung. Ländliches Wohnhaus (verputztes Fachwerk) mit Schuppenanbau (erbaut um 1850) zwischen 2001 und 2009 abgebrochen. | 09284437 |
| Weitere Bilder                          | Wohnhaus, winkelförmig angebaute Scheune und weitere Scheune daran im Winkel eines Dreiseithofes                                                                   | Dorfstraße 60 (Karte)                 | 1. Hälfte 19. Jahrhundert | Geschlossen erhaltener Bauernhof, wirtschaftsgeschichtlich und baugeschichtlich von Bedeutung | 09284440 |
|                                         | Gasthof | Dorfstraße 61 (Karte)                 | Ende 19. Jahrhundert | Ortsgeschichtlich von Bedeutung, mit zwei Giebeln | 09284441 |
| Weitere Bilder                          | Kirche mit Ausstattung, dazu Kirchhof mit Einfriedungsmauer, einigen alten Grabmalen und Kriegerdenkmal für die Gefallenen des Ersten Weltkrieges                  | Kirchgasse 3 (Karte)                  | Romanischer Ursprung 13. Jahrhundert (Kirche); um 1450 (Altar); um 1520 (Gemälde auf den Flügeln); 1585 (Taufe); wohl 17. Jahrhundert (Kanzel) | Im Kern ein Kirchenbau der Romanik, Kirchhofsmauer in Bruchstein, Grabmale des frühen 19. Jahrhunderts, künstlerisch, baugeschichtlich und ortsbildprägend von Bedeutung. Kleine schlichte Saalkirche, wahrscheinlich romanischen Ursprungs, im 16. und 17. Jahrhundert umgestaltet. Verputzter Bruchsteinbau mit eingezogenem, gerade geschlossenem Chor, Satteldach und Dachreiter. Im Inneren flach gedeckt, der Chor durch Stichbogen vom Saal getrennt. Flach gedeckte Sakristei an der Nordseite des Chores, einfache, eingeschossige hölzerne Empore. Schlichter Schnitzaltar, um 1450, der bis 1915 in ein barockes Retabel eingebunden und barock übermalt war. Im Schrein die 1915 abgelaugte und farblich neu eingefasste Kreuzigungsszene, seitlich Maria Magdalena und Margarethe mit dem Drachen, auf den Flügeln qualitätvolle Gemälde (um 1520) mit der Verkündigungsszene auf den Außenseiten, auf den Innenseiten Anna Selbdritt und die hl. Ottilia. Einfache Renaissance-Holzkanzel, wohl 17. Jahrhundert Kelchförmige Sandsteintaufe von 1585, mit neuem Fuß. Klangschöne Orgel von Gotthilf Bämig, 1863 (Dehio Sachsen I, 1996). Kirche wohl 1934–1937 durch Rudolf Kolbe umgebaut. | 09284443 |
| Direkt Bild zu diesem Denkmal hochladen | Wohnstallhaus | Radeburger Landstraße 1 (Karte)       | Ende 19. Jahrhundert | Ortsbildprägender Putzbau, baugeschichtlich von Bedeutung | 09284444 |
|                                         | Wohnhaus eines Bauernhofes | Schustergasse 10 (Karte)              | Ende 19. Jahrhundert | Putzbau mit Zwillingsfenster im Giebel, baugeschichtlich von Bedeutung, Betongewände der Fenster | 09284446 |

## Tabellenlegende
- Bild: Bild des Kulturdenkmals, ggf. zusätzlich mit einem Link zu weiteren Fotos des Kulturdenkmals im Medienarchiv Wikimedia Commons. Wenn man auf das Kamerasymbol klickt, können Fotos zu Kulturdenkmalen aus dieser Liste hochgeladen werden:
- Bezeichnung: Denkmalgeschützte Objekte und ggf. Bauwerksname des Kulturdenkmals
- Lage: Straßenname und Hausnummer oder Flurstücknummer des Kulturdenkmals. Die Grundsortierung der Liste erfolgt nach dieser Adresse. Der Link (Karte) führt zu verschiedenen Kartendiensten mit der Position des Kulturdenkmals. Fehlt dieser Link, wurden die Koordinaten noch nicht eingetragen. Sind diese bekannt, können sie über ein Tool mit einer Kartenansicht einfach nachgetragen werden. In dieser Kartenansicht sind Kulturdenkmale ohne Koordinaten mit einem roten bzw. orangen Marker dargestellt und können durch Verschieben auf die richtige Position in der Karte mit Koordinaten versehen werden. Kulturdenkmale ohne Bild sind an einem blauen bzw. roten Marker erkennbar.
- Datierung: Baubeginn, Fertigstellung, Datum der Erstnennung oder grobe zeitliche Einordnung entsprechend des Eintrags in der sächsischen Denkmaldatenbank
- Beschreibung: Kurzcharakteristik des Kulturdenkmals entsprechend des Eintrags in der sächsischen Denkmaldatenbank, ggf. ergänzt durch die dort nur selten veröffentlichten Erfassungstexte oder zusätzliche Informationen
- ID: Vom Landesamt für Denkmalpflege Sachsen vergebene, das Kulturdenkmal eindeutig identifizierende Objekt-Nummer. Der Link führt zum PDF-Denkmaldokument des Landesamtes für Denkmalpflege Sachsen. Bei ehemaligen Kulturdenkmalen können die Objektnummern unbekannt sein und deshalb fehlen bzw. die Links von aus der Datenbank entfernten Objektnummern ins Leere führen. Ein ggf. vorhandenes Icon  führt zu den Angaben des Kulturdenkmals bei Wikidata.

## Ausführliche Denkmaltexte
1. ↑  Schloss Moritzburg:

Das inmitten eines Teiches gelegene Jagdschloss Moritzburg bildet das Zentrum einer ausgedehnten Kulturlandschaft des Friedewalds mit Jagdstern, Seen, Kanälen und Alleen und gehört wegen seiner markanten zentralbauartigen Erscheinung zu den singulären Leistungen des sächsischen Barock.

Baugeschichte: Der Vorgängerbau, 1542–46 von Caspar Vogt von Wierandt für Herzog Moritz auf einer felsigen Landzunge des Mosebruchs erbaut, hat die Grundgestalt des Barockschlosses vorgeprägt. Er besaß vier runde Ecktürme mit Welschen Hauben, die durch Mauern miteinander verbunden waren. Im Zentrum lag das querrechteckige, von Süden nach Norden ausgerichtete Fürstenhaus mit östlich vorgestelltem Wendelstein, an die Umfassungsmauern im Osten und Westen innen angelehnt die Stallungen. 1582–84 schmückte Paul Buchner das Fürstenhaus mit Volutengiebeln. Unter Kurfürst Johann Georg II. errichtete Johann Albrecht Eckhardt nach Plänen von Wolf Caspar von Klengel 1661–72 eine stattliche Schlosskapelle. Der rechteckige, mit einem Welschen Dach und Dachreiter mit Laterne versehene Bau lag westlich des Fürstenhauses und war mit diesem durch einen Übergang verbunden. Gleichzeitig auch Erweiterungen des Ost- und Westflügels. Weitere Umbauten unter Johann Georg IV.Abnahme der Volutengiebel und Erhöhung des Fürstenhauses, neuer Treppenturm 1691–1694.

Damals auch Anlage eines Jagdsterns im Friedewald westlich des Schlosses. Seit 1703 beschäftigte sich August der Starke mit Plänen für einen Umbau, unter den Entwürfen einer mit zentraler Mittelkuppel, andere (von Marcus Conrad Dietze) mit östlichem Ehrenhof und den Bau umgebender Terrasse inmitten einer Wasserfläche. Diese Ideen 1716 von Matthäus Daniel Pöppelmann aufgegriffen, wichtig dabei die Umorientierung der nun H-förmigen Anlage mit Ehrenhöfen nach Norden und Süden unter Bezug auf eine noch anzulegende Allee zur Residenz. Der Mittelbau sollte turmartig hervorgehoben werden. Verwirklichung nach neuen Plänen Pöppelmanns 1723–26, dabei wurden die beiden südlichen Türme (der westliche Jägerturm und der östliche Amtsturm) um zwei Geschosse erhöht. Die beiden nördlichen Türme, der östliche Küchenturm und der westliche Backturm, nach Abbruch nördlich vom alten Standort neu errichtet, um die Symmetrie zur ostwestlichen Mittelachse zu erzielen. Als Gegenstück zur Kapelle wurde im Osten der Trakt des Speisesaals errichtet. 1727/28 illusionistische Architekturgliederung des Außenbaus und Ausgestaltung der Innenräume unter der Regie von Raymond Leplat unter Mitarbeit von Louis de Silvestre, Lorenzo Rossi und Giovanni Battista Grone, die Ledertapeten wohl von Pierre I Mercier, die geschnitzten Hirschköpfe in verschiedenen Sälen aus der Werkstatt von Johann Christian Kirchner.

Nach Ideen des Königs wurde das Schloss 1729–40 von einer quadratischen Terrasse umgeben, die im Süden und Norden über langgestreckte „Apparaillen“ erreichbar ist, diese in der Achse von Dämmen, die durch den 1730 angelegten Schlossteich auf das Schloss zuführen. An der Ost- und Westseite Treppenanlagen. Die gesamte Schlossinsel mit Ufermauern befestigt, gärtnerisch gestaltet und mit acht kleinen Kavaliershäusern versehen. Der plastische Schmuck mit Figuren und Vasen von Johann Christian Kirchner und Johann Benjamin Thomae nie vollendet. Im Schloss Anlage der „Englischen“ Treppen vor dem Speisesaal und vor der Kapelle wohl nach Vorschlag Jean de Bodts 1729. Dieser seit 1731 neben Matthäus Daniel Pöppelmann, Zacharias Longuelune und Johann Christoph Knöffel vor allem mit der Vollendung der Gartenanlagen nördlich des Schlossteiches beschäftigt, hier 1739 Bau von vier zweistöckigen Kavalierhäusern. Gleichzeitig mit dem Schlossbau auch Veränderungen am westlich des Schlosses gelegenen Jagdstern mit Beginn eines Tunnelbaus durch die „Hoheburg“, einem Syenithügel (1729). Bereits um 1725 Anlage eines kleinen Jagdsterns um den „Hellenberg“ nordöstlich des Schlosses. Um 1725 Einrichtung der Fasanerie in der Achse östlich des Schlosses, der Bau eines eingeschossigen quadratischen Pavillons 1738/39, wohl von Johann Christoph Knöffel. Am Südufer des Großteichs 1728 ein Entenfang angelegt. An der Allee in Richtung Dresden wurden Handwerker in zweigeschossigen, im Grundriss quadratischen Häusern angesiedelt, zum Teil erhalten. Das Stallgebäude am Ende der Allee östlich vor dem Schloss 1733 unter Leitung von Johann Christoph Knöffel erbaut.

Unter Kurfürst Friedrich August III. Umbau und Aufstockung des Fasanenschlösschens 1769–82 nach Plänen Johann Daniel Schades, daneben entstand 1775 das Garnhaus. Skulpturen, Brunnenanlage und Vasen als Endpunkt der Wasserachse zum Schloss von Carl Friedrich Schäfer 1777. Von ihm wohl auch die Delphinvasen östlich der Fasanerie, hier Hafen mit Mole und Leuchtturm, um 1780 wohl ebenfalls von Schade. Im Zusammenhang mit Wasserspielen und -jagden Anlage der „Dardanellen“, eines Mauerzugs mit Bastionen und Türmen hinter dem Großteich. Als Mittelpunkt des 1725 angelegten Jagdsterns 1776 Bau des Hellhauses, eines achteckigen Jagdpavillons wohl ebenfalls von Schade.

Im 19. Jahrhundert mehrere Renovierungen des Schlosses, insbesondere unter König Albert, um 1880/90. 1882 nach Abbruch des „Garnhauses“ Bau der Treppenanlage südlich des Fasanenschlösschens. Das Schloss nach dem Ersten Weltkrieg (bis 1945) Wohnsitz Prinz Ernst Heinrichs, seither zum Teil museal genutzt. Einrichtung des Porzellanquartiers im Jägerturm 1927, des Bibliothek-Quartiers im Küchenturm 1928 und des Trink-Quartiers im Backturm 1934 unter Leitung von Erwin Hensler. Seit 1926/27 wird die Waldschänke am Fasanenschlösschen als Gaststätte genutzt. 1947 Einrichtung eines Barock-Museums im Schloss. Seit den 1960er Jahren laufend Restaurierungen, dabei auch Rekonstruktion der Außenfarbigkeit von Schloss und Fasanenschlösschen.

Äußeres: Die Gesamtanlage in mehreren Stufen aufgebaut. Als untere ist die annähernd kreuzförmige Schlossinsel anzusehen, deren vordere Ecken durch eingeschossige Kavalierhäuschen betont werden. Das Bild der über dem Inselniveau in drei Ebenen errichteten Architektur wiederholt sich spiegelbildlich im Wasserspiegel des Teiches. Die zentralbauartige Erscheinung des Schlosses wird durch die Ausgewogenheit seiner Baumassen hervorgerufen, in ihrer Eigenart geprägt durch die vier runden Ecktürme mit ihren Hauben und Laternen, sie werden durch den sich in Süd-Nord-Richtung erstreckenden Mitteltrakt und acht Verbindungsflügel zusammengehalten. Der Kapelle im Westen ist der Speisesaaltrakt im Osten gegenübergestellt. Diesen vortretenden Baukörpern entsprechen halbrund ausschwingende Treppenanlagen an der das Schloss umgebenden Terrasse, während die Ehrenhöfe an der Nord- und Südseite durch die beiden „Apparaillen“ erschlossen werden. Im Unterschied zur differenziert gestuften und gestaffelten Gliederung der Baumassen ist die architektonische Gliederung äußerst einfach. Plastisch betont sind lediglich die Mittelachsen des Kernbaues mit rustiziertem Portal, darüber Balkon und Verdachungen über den Fenstern. Die schlichten Mauerflächen durch eingeschnittene Fenster und illusionistisch gemalte Architektur gegliedert: das Erdgeschoss genutet, die Mittelrisalite mit einer kompositen Pilasterarchitektur bemalt, sonst Felderungen, Grundfarbe weiß, die Architekturgliederungen ocker. Reizvoll die reich gegliederte Dachlandschaft mit dem Wechsel von Walmdächern über den rechteckigen Bauten und Hauben auf den runden Türmen, darüber laternenartige Schornsteine mit Haube und Wetterfahne. Eine Ausnahmestellung besitzt die Schlosskapelle: ihre Wände durch rundbogige Blenden gegliedert, darin Rechteck- und Ovalfenster, das Dach geschweift, der Dachreiter doppelgeschossig und von einer hohen Spitze bekrönt.

Die das Schloss umgebende Terrasse in Sandstein mit Balustraden, die im Wechsel Figuren, Putten und Vasen tragen. Erhalten sind vier Piqueurs, 35 Putten und 37 Vasen (Originale teilweise im Lapidarium). Die Balustrade setzt sich an den „Apparaillen“ fort: an deren Anfang im Süden ein Paar das Jagdhorn blasende Piqueure, meisterhafte Skulpturen von Johann Christian Kirchner, der eine zeigt porträthafte Züge Augusts des Starken. Die Vasen von schöner Form mit Motiven der Jagd und des Fischfangs. Die Putten deuten auf verschiedene, ehemals beabsichtigte oder vorhandene Programme mit Darstellung der Elemente, Jahreszeiten, Erdteile und menschlichen Sinne, aber auch hier dominieren Jagdmotive. Die Skulpturen zumeist von hoher Qualität, Johann Christian Kirchner und Johann Benjamin Thomae zugeschrieben.

Die Schlossinsel gärtnerisch gestaltet, ehemals in den Ecken geometrisch gegliederte Quadrate, an der Ufermauer eine Kastanienallee herumgeführt. Die acht Kavalierhäuschen eingeschossig mit Zeltdach. Die Ufermauern aus Sandstein, an den südlichen Ecken Jägerfiguren, die an der Südwestecke von Wolf Ernst Brohn 1660, die Figur an der Südostecke 19. Jahrhundert. Am Beginn des Zufahrtsdamms zur Schlossinsel stehen zwei kursächsische Post-Distanzsäulen. Im westlichen Teil des Schlossteiches kleine Insel mit kleinem Teehäuschen mit Mansarddach.

Inneres: Die innere Einteilung entstand unter den Zwängen des barocken Umbaus der Renaissance-Anlage. Im Mittelteil Eingangshalle und mittlere Halle mit flachen Kreuzgratgewölben auf schlanken quadratischen Pfeilern, die nördliche Halle flachgedeckt. Seitlich der mittleren Halle führen schmale Übergänge zu je einem Treppenhaus mit beiderseits ansetzenden Treppenläufen. Im Obergeschoss in der Mitte der Anlage der schlichte Steinerne Saal, der durch zwei Geschosse reicht, südlich anschließend der Monströsensaal, nördlich der Billardsaal, an letztere beiderseits anschließend Fluchten von je drei Räumen. Zwischen den äußersten Räumen und den Türmen je ein kleines Treppenhaus. In der Mittelachse im Westen die Schlosskapelle, im Osten der Speisesaal. Die Kapelle ist ein schlichter rechteckiger Raum, dessen Wände und Muldengewölbe mit Stuckaturen geschmückt sind, die ausführenden italienischen Stuckateure Giovanni Materno, Domenico Galli und Antonio Trenello kamen aus Prag. In der Gewölbemitte das ovale Bild der Himmelfahrt Christi von Johann Fink, gemalt 1670.

Die Längsseiten durch je einen hölzernen Prospekt ausgezeichnet, hinter dem sich zweigeschossige Räume befinden, an der Südseite die Sakristei und im Prospekt die Kanzel, im nördlichen eine Vorhalle, darüber der „Heerespaukerstand“, beides Werke des Hoftischlers Christoph Krockner, die in Grisaillemalerei ausgeführten biblischen Szenen von Christoph Thormehl. An der Ostseite der Kapelle Emporen mit geschwungener Brüstung eingebaut. Über der unteren, der sogenanntenKavaliersempore, die auf die Erbauungszeit zurückgeht, ein schlichter Logeneinbau von 1728 (Inschrift über dem östlichen Eingangsportal). Der nach Westen orientierte Altar stammt teils von 1672, teils von einer Umgestaltung 1746. Auf den evangelische Altar gehen der Stipes und die seitlichen Marmorsäulen zurück, das venezianische Altargemälde mit Darstellung der Himmelfahrt Maria, 16. Jhdt., wurde 1746 eingefügt, aus dieser Zeit auch der reich geschnitzte Rahmen von Elias Adam. Neben dem Altar steht die hervorragende Skulptur eines Christus an der Geißelsäule, aus Salzburger Marmor, 1725 von Balthasar Permoser.

Der durch alle drei Obergeschosse reichende Speisesaal ein sehr schlichter, nur durch eine hohe Voute ausgezeichneter Raum. An der Westseite eine hölzerne, marmoriert bemalte Empore, seitlich Kamine mit Spiegeln und Stuckbekrönung. Den bedeutendsten Schmuck des urspr. auch als Ball- und Theatersaal genutzten Raums bildet eine Sammlung von kapitalen Hirschgeweihen auf schönen, von Johann Christian Kirchner und Johann Benjamin Thomae geschnitzten Köpfen. – Den Monströsensaal zieren abnorme Hirschgeweihe. Von besonderer Bedeutung die figürlich bemalten Ledertapeten mit Szenen aus dem Diana-Mythos: an der Westseite Diana und Apoll töten die Kinder der Niobe, an der Nordseite Diana und Endymion sowie das Bad der Diana, von Aktäon belauscht, an der Ostseite die Geschichte der Kalisto, einer Nymphe aus dem Gefolge der Diana. – Der gegenüberliegende Billardsaal ist mit Darstellungen höfischer Jagd- und Fischerfeste sowie der vier Jahreszeiten auf Leder ausgeschmückt. Der Anteil des Malers Louis de Silvestre an diesen Bildern wohl entscheidend, die überlieferte Beteiligung Lorenzo Rossis und Giovanni Battista Grones nicht verifizierbar. In den an die Hauptsäle anschließenden „Quartieren“ Ledertapeten mit teils gepunztem, teils geprägtem Dekor, wohl aus der Werkstatt von Pierre Mercier. Die Ausstattung des Schlosses mit großenteils sächsischen Möbeln aus der Umbauzeit 1727/28, weiterhin eine große Anzahl von Öfen aus dem 18. und 19. Jahrhundert (Dehio Sachsen I, 1996).

Schlossinsel mit Fahrdamm: Flurstück 1. Teich: Flurstücke 2 und 4. Teichhäuschen am Fahrdamm: Flurstück 3. Schlossgarten: Flurstück 42/1. Schlossgärtnerei: Flurstück 42/2. Uferweg an der
Schlossgärtnerei: Flurstück 42/3.
2. ↑  Hellhaus am Jagdstern im Alten Tiergarten:

Bauherr Graf Marcolini, nach Plänen von Johann Daniel Schade. Im nordöstlichen Tiergarten auf dem sogenannten Hellberg gelegen, bildet das Hellhaus den Mittel- und Aussichtspunkt im achtsternigen Schneisensystem, welches 1725 während der barocken Umbauphase des Schlosses unter Kurfürst Friedrich August I. von Sachsen zum Zwecke der Parforcejagd angelegt worden war. Gleichzeitig bildete das Hellhaus den ersten Point de vue des von August dem Starken selbst entworfenen neunstrahligen Schneisensystems, welches sich vom Altan des Speisesaales gen Osten eröffnete. Die sternförmige „Jagdspinne“ als Nachahmung der französischen Mode der Parforcejagd, die von Ludwig XIV. favorisiert wurde, stellte eine der frühesten Anlagen in Deutschland dar. Das um 1725 errichtete Hellhaus stellte zunächst einen hölzernen Pavillon dar. Schramm spricht in seinem 1744 erschienenen Reiselexikon bereits von einem Belvedere, von dessen Dach der Schwanenwärter bei den Parforcejagden mit Fahnen die Richtung des flüchtigen Wildes anzugeben hätte. In den Jahren 1775/76 wurde das heutige Hellhaus auf oktogonalem Grundriss errichtet. Dies geschah im Zusammenhang mit den Instandsetzungs- sowie Vergrößerungsarbeiten am Tiergartengelände sowie der Neuerbauung der Fasanerieanlage unter Kurfürst Friedrich August III. von Sachsen, dem Urenkel August des Starken. Der Architekt war vermutlich, wie beim Fasanenschlösschen und dem Englischen Pavillon in Pillnitz, Johann Daniel Schade, Kondukteur am Dresdner Oberhofbauamt. In seiner Architektur- und Formensprache entspricht das Hellhaus der über Jahrzehnte am sächsischen Hof gepflegten Schule eines kühlen, an französischen Vorbildern orientierten Spätbarock mit Lisenenarchitekturen, sparsamer Ornamentik am Außenbau, Fenstertüren und Jalousien, usw. Die Farbfassung des Außenputzes war grün. Das Gebäude verfügt über zwei Geschosse, ein ausgebautes Dachgeschoss, sowie eine begehbare Dachplattform, die ursprünglich nur von einer Urnenvase (evangelischer Schornstein?) geschmückt wurde. Die eisernen Brüstungsgitter stammen vermutlich aus der Zeit um 1900. In dieser Zeit muss das Dach verändert worden sein, die ovalen und Ochsenaugenfenster sowie die neuen Schornsteine wurden angelegt.

Besonders beachtenswert ist die Aufteilung der Grundrisse bei einer Seitenlänge von 11 m im Quadrat, die jedoch durch die abgeschrägten Ecken verkleinert wird. Im Erdgeschoss sind neben dem ovalen Treppenhaus acht winzige Räume mit drei- bzw. viereckigem Grundriss untergebracht. Das erste Obergeschoss verfügte über zwei dreieckige Räume und einen kleinen Saal, in dem das Jagdfrühstück eingenommen wurde. An den Abschrägungen befindet sich je ein Austritt oder Balkon mit filigranem, schmiedeeisernem Gitter. ursprünglich waren die Balkons wohl mit Steinbalustraden versehen. Im Dachgeschoss befanden sich wiederum sieben kleinere Kammern. Die Ausstattung des Hellhauses war sparsam. Im Erdgeschoss gab es vier Zimmer mit Eichenholzparkett, Gipsdecken und Papiertapeten von blauer, grauer, rosa und beiger Farbe. Zwei Zimmer waren gedielt und geweißt und hatten Stuckdecken. Die kleine Küche war sandsteingetäfelt. Im Obergeschoss hatte nur der Saal eine Ausstattung mit einer blauen Papiertapete. Er war mit Parkett ausgelegt und verfügte über einen Ofen mit eisernem Kasten. Die Möblierung bestand in einem ovalen Tisch mit zwölf Rohrlehnstühlen. (Inventar von 1816). Die kleinen Vorzimmer waren gedielt. Die sieben Zimmer im unteren Mansarddach waren durch Scheidewände aus Fachwerk getrennt, gedielt, geweißt und mit Stuckdecken versehen. Eine hölzerne Treppe führte hinauf zur Dachplattform.

Die Außenanlage bestand in einer gepflasterten Terrasse, die durch die Abflachung des Berges erreicht worden war. Das Hellhaus war mit einer runden, brusthohen Bruchsteinmauer umgeben, die sich schneckenartig von der westlichen Auffahrt her emporzog. Unter der Terrasse verlaufen Luftzüge zum Schutz des Hausfußbodens vor Schwamm.
3. ↑  Ehemaliges Gerichtsgebäude Schloßallee 3:

Hauptbau breitgelagert mit Dachhäuschen. Neurenaissancegiebel, Sandsteingewände, ursprüngliche Putzgliederung noch an Rückseite erkennbar, Innen Entlastungsbögen. Schöne Messingtürklinken und -beschläge.

Aus der Objektakte im Landesamt geht hervor, dass der längsrechteckige Hauptbau nach 1730 als Amtsgericht entstanden sein soll. Sein heutiges Erscheinungsbild mit Giebeln und geputzten Eckbetonungen in Anlehnung an die Deutsche Renaissance stammen von einem Umbau des Jahres 1886. Die Nebengebäude im hinteren Teil sind, nach ihrer Gestaltung urteilend, um 1930 entstanden. In der Zeit nach 1945 diente das Anwesen lange als Altersheim mit dem Namen Dr.-Margarethe-Blank-Heim. Im Jahre 1953 wurden einige Fassaden des Hauptgebäudes mit einem Ziehputz versehen. Eines der Nebengebäude war offensichtlich eine Kegelbahn, demzufolge könnte die Anlage zeitweilig auch als Ausflugsgaststätte mit Freisitz und Gartenfläche gedient haben (vor 1945). Bei den Nebengebäude aus der Zeit um 1930 handelte es sich wohl um ehemalige Unterkunftsgebäude.

Der parkartig anmutende Garten wurde als solcher mit großer Wahrscheinlichkeit von den Bewohnern des Altersheims genutzt. Möglicherweise sind die Nebengebäude im hinteren Teil erst im Zusammenhang mit dem Altersheim entstanden. Ihr traditionelles Erscheinungsbild könnte auch für eine solche Entstehungszeit sprechen. Eine verbindende Klammer, um die Nebengebäude wie auch den Park als Nebenanlage zur Hauptsache ansprechen zu können, mit der sie eine Einheit von Denkmalwert bilden, ergibt sich nach bisherigem Recherchestand nur aus der Nutzung des Areals als Altenheim.
4. ↑  Friedhof der Moritzburger Kirche mit den Grabmalen:
  1. Wandgrabmal der Familie Bodemer, Sandstein, Schmiedeeisen (1905/1910)
  2. Grabmal der Familie Albrecht, Sandstein (nach 1913)
  3. Grabanlage der Familie Rieck, Stein (nach 1917)
  4. Wandgrabmal der Familie Hoyer, Stein (nach 1917)
  5. Wandgrabmal der Familie Josef Max Ploner, Sandstein (nach 1924)
  6. Grabanlage für den Pastor und 1. Vorsteher der Brüderanstalt Emil Christian Fürchtegott Höhne, Stein († 1925)
  7. Grabanlage der Familie des Kgl. Hegemeisters Wilhelm Grohmann, Sandstein (um 1935)
  8. Erste Grabstätte von Käthe Kollwitz, Eisengusstafel
  9. Grabmal für Elfriede Schramm, Kalkstein (gestorben 1959)
  10. Grabstein für den Bildhauer Arthur Carl Eisold (gestorben 1961) und seine Frau Marie Luise geborene Krause († 1981), Stein
  11. Grabmal für den Maler Erich Fraaß (gestorben 1974) und seine Frau Grete geborene Lehmann (gestorben 1985), Sandstein, Schmiedeeisen.
5. ↑  Dorfkirche Reichenberg:

Verputzter Bruchsteinbau mit langgestrecktem Saal und eingezogenem Chor mit 5/8-Schluss, dieser mit vier Sandstein-Strebepfeilern besetzt. An der Nordseite schmaler, niedriger Anbau, an der Nordseite zweigeschossige Sakristei. Am Chor noch spätgotische Fenstergewände, am Saal Rundbogenfenster des 18. Jahrhunderts. Über dem Westgiebel eleganter Dachreiter mit reich gegliederter achteckiger Haube, um 1670. An der Südseite Reste eines romanischen Portals. Der Chor vom Saal durch spitzbogigen Triumphbogen abgesetzt, in Saal und Chor flache Holzdecke mit einfacher Kassettierung durch aufgelegte Leisten, die Sakristei mit Kreuzgewölbe. Am Eingang an Pforte am ehemaligen westlichen Eingang. Im Chor ornamentale Malereien um die Fenstergewände aus der Erbauungszeit. Zweigeschossige hölzerne Empore an der Nord- und Westseite (Anfang 17. Jahrhundert), die florale barocke Bemalung um 1730 (nach Befunden 1976–80 restauriert). An der Nordseite reicht eine Empore bis in den Chorraum, darunter Chorgestühl noch mit ornamentaler Renaissance-Malerei (Ende 16. Jahrhundert).

Barockes Altarretabel mit eingesetztem Gemälde auf Holz mit Abendmahlszene aus der Cranach-Schule. Hölzerne Renaissance-Kanzel, bezeichnet mit 1620. Das reiche Knorpelwerk am Korb und Schalldeckel legt eher eine Datierung auf das 3. Viertel 17. Jahrhunderts nahe. Der achteckige Korb von einer lebensgroßen Mosesfigur getragen und mit Nischen versehen, in diesen Figuren des Salvators und der Evangelisten. Schalldeckel mit Engeln und Auferstandenem. Zwei Taufsteine: ein romanischer mit Rundbogenfries, ein 1620 von Philipp Knauth gestifteter in Sandstein mit Darstellungen der Sintflut und der Arche Noah an der Schale. Orgel von Jacob Oertel aus der Kirche in Trachenau bei Borna, 1760. Spätgotisches Holzkruzifix an der Südseite des Chores. Einige Grabdenkmäler an der Fassade, 17. und 18. Jahrhundert, darunter die Grabplatte des Kindes Philipp Knauth (gestorben 1621), Sandsteinreliefplatte mit Darstellung eines von Engeln getragenen Kindes, an der Südseite der Kirche (Dehio Sachsen I, 1996).